# Piège de Lasker
 (juillet 2020).
Si vous disposez d'ouvrages ou d'articles de référence ou si vous connaissez des sites web de qualité traitant du thème abordé ici, merci de compléter l'article en donnant les références utiles à sa vérifiabilité et en les liant à la section « Notes et références ».
Cet article utilise la notation algébrique pour décrire des coups du jeu d'échecs.
|   | a | b | c | d | e | f | g | h |   |
| 8 | Tour noire sur case blanche a8 · Cavalier noir sur case noire b8 · Fou noir sur case blanche c8 · Dame noire sur case noire d8 · Roi noir sur case blanche e8 · Cavalier noir sur case blanche g8 · Tour noire sur case noire h8 · Pion noir sur case noire a7 · Pion noir sur case blanche b7 · Pion noir sur case noire c7 · Pion noir sur case blanche f7 · Pion noir sur case noire g7 · Pion noir sur case blanche h7 · Pion blanc sur case noire e5 · Fou noir sur case noire b4 · Pion blanc sur case blanche c4 · Pion noir sur case noire e3 · Pion blanc sur case blanche a2 · Pion blanc sur case noire b2 · Fou blanc sur case noire d2 · Pion blanc sur case noire f2 · Pion blanc sur case blanche g2 · Pion blanc sur case noire h2 · Tour blanche sur case noire a1 · Cavalier blanc sur case blanche b1 · Dame blanche sur case blanche d1 · Roi blanc sur case noire e1 · Fou blanc sur case blanche f1 · Cavalier blanc sur case noire g1 · Tour blanche sur case blanche h1 | Tour noire sur case blanche a8 · Cavalier noir sur case noire b8 · Fou noir sur case blanche c8 · Dame noire sur case noire d8 · Roi noir sur case blanche e8 · Cavalier noir sur case blanche g8 · Tour noire sur case noire h8 · Pion noir sur case noire a7 · Pion noir sur case blanche b7 · Pion noir sur case noire c7 · Pion noir sur case blanche f7 · Pion noir sur case noire g7 · Pion noir sur case blanche h7 · Pion blanc sur case noire e5 · Fou noir sur case noire b4 · Pion blanc sur case blanche c4 · Pion noir sur case noire e3 · Pion blanc sur case blanche a2 · Pion blanc sur case noire b2 · Fou blanc sur case noire d2 · Pion blanc sur case noire f2 · Pion blanc sur case blanche g2 · Pion blanc sur case noire h2 · Tour blanche sur case noire a1 · Cavalier blanc sur case blanche b1 · Dame blanche sur case blanche d1 · Roi blanc sur case noire e1 · Fou blanc sur case blanche f1 · Cavalier blanc sur case noire g1 · Tour blanche sur case blanche h1 | Tour noire sur case blanche a8 · Cavalier noir sur case noire b8 · Fou noir sur case blanche c8 · Dame noire sur case noire d8 · Roi noir sur case blanche e8 · Cavalier noir sur case blanche g8 · Tour noire sur case noire h8 · Pion noir sur case noire a7 · Pion noir sur case blanche b7 · Pion noir sur case noire c7 · Pion noir sur case blanche f7 · Pion noir sur case noire g7 · Pion noir sur case blanche h7 · Pion blanc sur case noire e5 · Fou noir sur case noire b4 · Pion blanc sur case blanche c4 · Pion noir sur case noire e3 · Pion blanc sur case blanche a2 · Pion blanc sur case noire b2 · Fou blanc sur case noire d2 · Pion blanc sur case noire f2 · Pion blanc sur case blanche g2 · Pion blanc sur case noire h2 · Tour blanche sur case noire a1 · Cavalier blanc sur case blanche b1 · Dame blanche sur case blanche d1 · Roi blanc sur case noire e1 · Fou blanc sur case blanche f1 · Cavalier blanc sur case noire g1 · Tour blanche sur case blanche h1 | Tour noire sur case blanche a8 · Cavalier noir sur case noire b8 · Fou noir sur case blanche c8 · Dame noire sur case noire d8 · Roi noir sur case blanche e8 · Cavalier noir sur case blanche g8 · Tour noire sur case noire h8 · Pion noir sur case noire a7 · Pion noir sur case blanche b7 · Pion noir sur case noire c7 · Pion noir sur case blanche f7 · Pion noir sur case noire g7 · Pion noir sur case blanche h7 · Pion blanc sur case noire e5 · Fou noir sur case noire b4 · Pion blanc sur case blanche c4 · Pion noir sur case noire e3 · Pion blanc sur case blanche a2 · Pion blanc sur case noire b2 · Fou blanc sur case noire d2 · Pion blanc sur case noire f2 · Pion blanc sur case blanche g2 · Pion blanc sur case noire h2 · Tour blanche sur case noire a1 · Cavalier blanc sur case blanche b1 · Dame blanche sur case blanche d1 · Roi blanc sur case noire e1 · Fou blanc sur case blanche f1 · Cavalier blanc sur case noire g1 · Tour blanche sur case blanche h1 | Tour noire sur case blanche a8 · Cavalier noir sur case noire b8 · Fou noir sur case blanche c8 · Dame noire sur case noire d8 · Roi noir sur case blanche e8 · Cavalier noir sur case blanche g8 · Tour noire sur case noire h8 · Pion noir sur case noire a7 · Pion noir sur case blanche b7 · Pion noir sur case noire c7 · Pion noir sur case blanche f7 · Pion noir sur case noire g7 · Pion noir sur case blanche h7 · Pion blanc sur case noire e5 · Fou noir sur case noire b4 · Pion blanc sur case blanche c4 · Pion noir sur case noire e3 · Pion blanc sur case blanche a2 · Pion blanc sur case noire b2 · Fou blanc sur case noire d2 · Pion blanc sur case noire f2 · Pion blanc sur case blanche g2 · Pion blanc sur case noire h2 · Tour blanche sur case noire a1 · Cavalier blanc sur case blanche b1 · Dame blanche sur case blanche d1 · Roi blanc sur case noire e1 · Fou blanc sur case blanche f1 · Cavalier blanc sur case noire g1 · Tour blanche sur case blanche h1 | Tour noire sur case blanche a8 · Cavalier noir sur case noire b8 · Fou noir sur case blanche c8 · Dame noire sur case noire d8 · Roi noir sur case blanche e8 · Cavalier noir sur case blanche g8 · Tour noire sur case noire h8 · Pion noir sur case noire a7 · Pion noir sur case blanche b7 · Pion noir sur case noire c7 · Pion noir sur case blanche f7 · Pion noir sur case noire g7 · Pion noir sur case blanche h7 · Pion blanc sur case noire e5 · Fou noir sur case noire b4 · Pion blanc sur case blanche c4 · Pion noir sur case noire e3 · Pion blanc sur case blanche a2 · Pion blanc sur case noire b2 · Fou blanc sur case noire d2 · Pion blanc sur case noire f2 · Pion blanc sur case blanche g2 · Pion blanc sur case noire h2 · Tour blanche sur case noire a1 · Cavalier blanc sur case blanche b1 · Dame blanche sur case blanche d1 · Roi blanc sur case noire e1 · Fou blanc sur case blanche f1 · Cavalier blanc sur case noire g1 · Tour blanche sur case blanche h1 | Tour noire sur case blanche a8 · Cavalier noir sur case noire b8 · Fou noir sur case blanche c8 · Dame noire sur case noire d8 · Roi noir sur case blanche e8 · Cavalier noir sur case blanche g8 · Tour noire sur case noire h8 · Pion noir sur case noire a7 · Pion noir sur case blanche b7 · Pion noir sur case noire c7 · Pion noir sur case blanche f7 · Pion noir sur case noire g7 · Pion noir sur case blanche h7 · Pion blanc sur case noire e5 · Fou noir sur case noire b4 · Pion blanc sur case blanche c4 · Pion noir sur case noire e3 · Pion blanc sur case blanche a2 · Pion blanc sur case noire b2 · Fou blanc sur case noire d2 · Pion blanc sur case noire f2 · Pion blanc sur case blanche g2 · Pion blanc sur case noire h2 · Tour blanche sur case noire a1 · Cavalier blanc sur case blanche b1 · Dame blanche sur case blanche d1 · Roi blanc sur case noire e1 · Fou blanc sur case blanche f1 · Cavalier blanc sur case noire g1 · Tour blanche sur case blanche h1 | Tour noire sur case blanche a8 · Cavalier noir sur case noire b8 · Fou noir sur case blanche c8 · Dame noire sur case noire d8 · Roi noir sur case blanche e8 · Cavalier noir sur case blanche g8 · Tour noire sur case noire h8 · Pion noir sur case noire a7 · Pion noir sur case blanche b7 · Pion noir sur case noire c7 · Pion noir sur case blanche f7 · Pion noir sur case noire g7 · Pion noir sur case blanche h7 · Pion blanc sur case noire e5 · Fou noir sur case noire b4 · Pion blanc sur case blanche c4 · Pion noir sur case noire e3 · Pion blanc sur case blanche a2 · Pion blanc sur case noire b2 · Fou blanc sur case noire d2 · Pion blanc sur case noire f2 · Pion blanc sur case blanche g2 · Pion blanc sur case noire h2 · Tour blanche sur case noire a1 · Cavalier blanc sur case blanche b1 · Dame blanche sur case blanche d1 · Roi blanc sur case noire e1 · Fou blanc sur case blanche f1 · Cavalier blanc sur case noire g1 · Tour blanche sur case blanche h1 | 8 |
| 7 | Tour noire sur case blanche a8 · Cavalier noir sur case noire b8 · Fou noir sur case blanche c8 · Dame noire sur case noire d8 · Roi noir sur case blanche e8 · Cavalier noir sur case blanche g8 · Tour noire sur case noire h8 · Pion noir sur case noire a7 · Pion noir sur case blanche b7 · Pion noir sur case noire c7 · Pion noir sur case blanche f7 · Pion noir sur case noire g7 · Pion noir sur case blanche h7 · Pion blanc sur case noire e5 · Fou noir sur case noire b4 · Pion blanc sur case blanche c4 · Pion noir sur case noire e3 · Pion blanc sur case blanche a2 · Pion blanc sur case noire b2 · Fou blanc sur case noire d2 · Pion blanc sur case noire f2 · Pion blanc sur case blanche g2 · Pion blanc sur case noire h2 · Tour blanche sur case noire a1 · Cavalier blanc sur case blanche b1 · Dame blanche sur case blanche d1 · Roi blanc sur case noire e1 · Fou blanc sur case blanche f1 · Cavalier blanc sur case noire g1 · Tour blanche sur case blanche h1 | Tour noire sur case blanche a8 · Cavalier noir sur case noire b8 · Fou noir sur case blanche c8 · Dame noire sur case noire d8 · Roi noir sur case blanche e8 · Cavalier noir sur case blanche g8 · Tour noire sur case noire h8 · Pion noir sur case noire a7 · Pion noir sur case blanche b7 · Pion noir sur case noire c7 · Pion noir sur case blanche f7 · Pion noir sur case noire g7 · Pion noir sur case blanche h7 · Pion blanc sur case noire e5 · Fou noir sur case noire b4 · Pion blanc sur case blanche c4 · Pion noir sur case noire e3 · Pion blanc sur case blanche a2 · Pion blanc sur case noire b2 · Fou blanc sur case noire d2 · Pion blanc sur case noire f2 · Pion blanc sur case blanche g2 · Pion blanc sur case noire h2 · Tour blanche sur case noire a1 · Cavalier blanc sur case blanche b1 · Dame blanche sur case blanche d1 · Roi blanc sur case noire e1 · Fou blanc sur case blanche f1 · Cavalier blanc sur case noire g1 · Tour blanche sur case blanche h1 | Tour noire sur case blanche a8 · Cavalier noir sur case noire b8 · Fou noir sur case blanche c8 · Dame noire sur case noire d8 · Roi noir sur case blanche e8 · Cavalier noir sur case blanche g8 · Tour noire sur case noire h8 · Pion noir sur case noire a7 · Pion noir sur case blanche b7 · Pion noir sur case noire c7 · Pion noir sur case blanche f7 · Pion noir sur case noire g7 · Pion noir sur case blanche h7 · Pion blanc sur case noire e5 · Fou noir sur case noire b4 · Pion blanc sur case blanche c4 · Pion noir sur case noire e3 · Pion blanc sur case blanche a2 · Pion blanc sur case noire b2 · Fou blanc sur case noire d2 · Pion blanc sur case noire f2 · Pion blanc sur case blanche g2 · Pion blanc sur case noire h2 · Tour blanche sur case noire a1 · Cavalier blanc sur case blanche b1 · Dame blanche sur case blanche d1 · Roi blanc sur case noire e1 · Fou blanc sur case blanche f1 · Cavalier blanc sur case noire g1 · Tour blanche sur case blanche h1 | Tour noire sur case blanche a8 · Cavalier noir sur case noire b8 · Fou noir sur case blanche c8 · Dame noire sur case noire d8 · Roi noir sur case blanche e8 · Cavalier noir sur case blanche g8 · Tour noire sur case noire h8 · Pion noir sur case noire a7 · Pion noir sur case blanche b7 · Pion noir sur case noire c7 · Pion noir sur case blanche f7 · Pion noir sur case noire g7 · Pion noir sur case blanche h7 · Pion blanc sur case noire e5 · Fou noir sur case noire b4 · Pion blanc sur case blanche c4 · Pion noir sur case noire e3 · Pion blanc sur case blanche a2 · Pion blanc sur case noire b2 · Fou blanc sur case noire d2 · Pion blanc sur case noire f2 · Pion blanc sur case blanche g2 · Pion blanc sur case noire h2 · Tour blanche sur case noire a1 · Cavalier blanc sur case blanche b1 · Dame blanche sur case blanche d1 · Roi blanc sur case noire e1 · Fou blanc sur case blanche f1 · Cavalier blanc sur case noire g1 · Tour blanche sur case blanche h1 | Tour noire sur case blanche a8 · Cavalier noir sur case noire b8 · Fou noir sur case blanche c8 · Dame noire sur case noire d8 · Roi noir sur case blanche e8 · Cavalier noir sur case blanche g8 · Tour noire sur case noire h8 · Pion noir sur case noire a7 · Pion noir sur case blanche b7 · Pion noir sur case noire c7 · Pion noir sur case blanche f7 · Pion noir sur case noire g7 · Pion noir sur case blanche h7 · Pion blanc sur case noire e5 · Fou noir sur case noire b4 · Pion blanc sur case blanche c4 · Pion noir sur case noire e3 · Pion blanc sur case blanche a2 · Pion blanc sur case noire b2 · Fou blanc sur case noire d2 · Pion blanc sur case noire f2 · Pion blanc sur case blanche g2 · Pion blanc sur case noire h2 · Tour blanche sur case noire a1 · Cavalier blanc sur case blanche b1 · Dame blanche sur case blanche d1 · Roi blanc sur case noire e1 · Fou blanc sur case blanche f1 · Cavalier blanc sur case noire g1 · Tour blanche sur case blanche h1 | Tour noire sur case blanche a8 · Cavalier noir sur case noire b8 · Fou noir sur case blanche c8 · Dame noire sur case noire d8 · Roi noir sur case blanche e8 · Cavalier noir sur case blanche g8 · Tour noire sur case noire h8 · Pion noir sur case noire a7 · Pion noir sur case blanche b7 · Pion noir sur case noire c7 · Pion noir sur case blanche f7 · Pion noir sur case noire g7 · Pion noir sur case blanche h7 · Pion blanc sur case noire e5 · Fou noir sur case noire b4 · Pion blanc sur case blanche c4 · Pion noir sur case noire e3 · Pion blanc sur case blanche a2 · Pion blanc sur case noire b2 · Fou blanc sur case noire d2 · Pion blanc sur case noire f2 · Pion blanc sur case blanche g2 · Pion blanc sur case noire h2 · Tour blanche sur case noire a1 · Cavalier blanc sur case blanche b1 · Dame blanche sur case blanche d1 · Roi blanc sur case noire e1 · Fou blanc sur case blanche f1 · Cavalier blanc sur case noire g1 · Tour blanche sur case blanche h1 | Tour noire sur case blanche a8 · Cavalier noir sur case noire b8 · Fou noir sur case blanche c8 · Dame noire sur case noire d8 · Roi noir sur case blanche e8 · Cavalier noir sur case blanche g8 · Tour noire sur case noire h8 · Pion noir sur case noire a7 · Pion noir sur case blanche b7 · Pion noir sur case noire c7 · Pion noir sur case blanche f7 · Pion noir sur case noire g7 · Pion noir sur case blanche h7 · Pion blanc sur case noire e5 · Fou noir sur case noire b4 · Pion blanc sur case blanche c4 · Pion noir sur case noire e3 · Pion blanc sur case blanche a2 · Pion blanc sur case noire b2 · Fou blanc sur case noire d2 · Pion blanc sur case noire f2 · Pion blanc sur case blanche g2 · Pion blanc sur case noire h2 · Tour blanche sur case noire a1 · Cavalier blanc sur case blanche b1 · Dame blanche sur case blanche d1 · Roi blanc sur case noire e1 · Fou blanc sur case blanche f1 · Cavalier blanc sur case noire g1 · Tour blanche sur case blanche h1 | Tour noire sur case blanche a8 · Cavalier noir sur case noire b8 · Fou noir sur case blanche c8 · Dame noire sur case noire d8 · Roi noir sur case blanche e8 · Cavalier noir sur case blanche g8 · Tour noire sur case noire h8 · Pion noir sur case noire a7 · Pion noir sur case blanche b7 · Pion noir sur case noire c7 · Pion noir sur case blanche f7 · Pion noir sur case noire g7 · Pion noir sur case blanche h7 · Pion blanc sur case noire e5 · Fou noir sur case noire b4 · Pion blanc sur case blanche c4 · Pion noir sur case noire e3 · Pion blanc sur case blanche a2 · Pion blanc sur case noire b2 · Fou blanc sur case noire d2 · Pion blanc sur case noire f2 · Pion blanc sur case blanche g2 · Pion blanc sur case noire h2 · Tour blanche sur case noire a1 · Cavalier blanc sur case blanche b1 · Dame blanche sur case blanche d1 · Roi blanc sur case noire e1 · Fou blanc sur case blanche f1 · Cavalier blanc sur case noire g1 · Tour blanche sur case blanche h1 | 7 |
| 6 | Tour noire sur case blanche a8 · Cavalier noir sur case noire b8 · Fou noir sur case blanche c8 · Dame noire sur case noire d8 · Roi noir sur case blanche e8 · Cavalier noir sur case blanche g8 · Tour noire sur case noire h8 · Pion noir sur case noire a7 · Pion noir sur case blanche b7 · Pion noir sur case noire c7 · Pion noir sur case blanche f7 · Pion noir sur case noire g7 · Pion noir sur case blanche h7 · Pion blanc sur case noire e5 · Fou noir sur case noire b4 · Pion blanc sur case blanche c4 · Pion noir sur case noire e3 · Pion blanc sur case blanche a2 · Pion blanc sur case noire b2 · Fou blanc sur case noire d2 · Pion blanc sur case noire f2 · Pion blanc sur case blanche g2 · Pion blanc sur case noire h2 · Tour blanche sur case noire a1 · Cavalier blanc sur case blanche b1 · Dame blanche sur case blanche d1 · Roi blanc sur case noire e1 · Fou blanc sur case blanche f1 · Cavalier blanc sur case noire g1 · Tour blanche sur case blanche h1 | Tour noire sur case blanche a8 · Cavalier noir sur case noire b8 · Fou noir sur case blanche c8 · Dame noire sur case noire d8 · Roi noir sur case blanche e8 · Cavalier noir sur case blanche g8 · Tour noire sur case noire h8 · Pion noir sur case noire a7 · Pion noir sur case blanche b7 · Pion noir sur case noire c7 · Pion noir sur case blanche f7 · Pion noir sur case noire g7 · Pion noir sur case blanche h7 · Pion blanc sur case noire e5 · Fou noir sur case noire b4 · Pion blanc sur case blanche c4 · Pion noir sur case noire e3 · Pion blanc sur case blanche a2 · Pion blanc sur case noire b2 · Fou blanc sur case noire d2 · Pion blanc sur case noire f2 · Pion blanc sur case blanche g2 · Pion blanc sur case noire h2 · Tour blanche sur case noire a1 · Cavalier blanc sur case blanche b1 · Dame blanche sur case blanche d1 · Roi blanc sur case noire e1 · Fou blanc sur case blanche f1 · Cavalier blanc sur case noire g1 · Tour blanche sur case blanche h1 | Tour noire sur case blanche a8 · Cavalier noir sur case noire b8 · Fou noir sur case blanche c8 · Dame noire sur case noire d8 · Roi noir sur case blanche e8 · Cavalier noir sur case blanche g8 · Tour noire sur case noire h8 · Pion noir sur case noire a7 · Pion noir sur case blanche b7 · Pion noir sur case noire c7 · Pion noir sur case blanche f7 · Pion noir sur case noire g7 · Pion noir sur case blanche h7 · Pion blanc sur case noire e5 · Fou noir sur case noire b4 · Pion blanc sur case blanche c4 · Pion noir sur case noire e3 · Pion blanc sur case blanche a2 · Pion blanc sur case noire b2 · Fou blanc sur case noire d2 · Pion blanc sur case noire f2 · Pion blanc sur case blanche g2 · Pion blanc sur case noire h2 · Tour blanche sur case noire a1 · Cavalier blanc sur case blanche b1 · Dame blanche sur case blanche d1 · Roi blanc sur case noire e1 · Fou blanc sur case blanche f1 · Cavalier blanc sur case noire g1 · Tour blanche sur case blanche h1 | Tour noire sur case blanche a8 · Cavalier noir sur case noire b8 · Fou noir sur case blanche c8 · Dame noire sur case noire d8 · Roi noir sur case blanche e8 · Cavalier noir sur case blanche g8 · Tour noire sur case noire h8 · Pion noir sur case noire a7 · Pion noir sur case blanche b7 · Pion noir sur case noire c7 · Pion noir sur case blanche f7 · Pion noir sur case noire g7 · Pion noir sur case blanche h7 · Pion blanc sur case noire e5 · Fou noir sur case noire b4 · Pion blanc sur case blanche c4 · Pion noir sur case noire e3 · Pion blanc sur case blanche a2 · Pion blanc sur case noire b2 · Fou blanc sur case noire d2 · Pion blanc sur case noire f2 · Pion blanc sur case blanche g2 · Pion blanc sur case noire h2 · Tour blanche sur case noire a1 · Cavalier blanc sur case blanche b1 · Dame blanche sur case blanche d1 · Roi blanc sur case noire e1 · Fou blanc sur case blanche f1 · Cavalier blanc sur case noire g1 · Tour blanche sur case blanche h1 | Tour noire sur case blanche a8 · Cavalier noir sur case noire b8 · Fou noir sur case blanche c8 · Dame noire sur case noire d8 · Roi noir sur case blanche e8 · Cavalier noir sur case blanche g8 · Tour noire sur case noire h8 · Pion noir sur case noire a7 · Pion noir sur case blanche b7 · Pion noir sur case noire c7 · Pion noir sur case blanche f7 · Pion noir sur case noire g7 · Pion noir sur case blanche h7 · Pion blanc sur case noire e5 · Fou noir sur case noire b4 · Pion blanc sur case blanche c4 · Pion noir sur case noire e3 · Pion blanc sur case blanche a2 · Pion blanc sur case noire b2 · Fou blanc sur case noire d2 · Pion blanc sur case noire f2 · Pion blanc sur case blanche g2 · Pion blanc sur case noire h2 · Tour blanche sur case noire a1 · Cavalier blanc sur case blanche b1 · Dame blanche sur case blanche d1 · Roi blanc sur case noire e1 · Fou blanc sur case blanche f1 · Cavalier blanc sur case noire g1 · Tour blanche sur case blanche h1 | Tour noire sur case blanche a8 · Cavalier noir sur case noire b8 · Fou noir sur case blanche c8 · Dame noire sur case noire d8 · Roi noir sur case blanche e8 · Cavalier noir sur case blanche g8 · Tour noire sur case noire h8 · Pion noir sur case noire a7 · Pion noir sur case blanche b7 · Pion noir sur case noire c7 · Pion noir sur case blanche f7 · Pion noir sur case noire g7 · Pion noir sur case blanche h7 · Pion blanc sur case noire e5 · Fou noir sur case noire b4 · Pion blanc sur case blanche c4 · Pion noir sur case noire e3 · Pion blanc sur case blanche a2 · Pion blanc sur case noire b2 · Fou blanc sur case noire d2 · Pion blanc sur case noire f2 · Pion blanc sur case blanche g2 · Pion blanc sur case noire h2 · Tour blanche sur case noire a1 · Cavalier blanc sur case blanche b1 · Dame blanche sur case blanche d1 · Roi blanc sur case noire e1 · Fou blanc sur case blanche f1 · Cavalier blanc sur case noire g1 · Tour blanche sur case blanche h1 | Tour noire sur case blanche a8 · Cavalier noir sur case noire b8 · Fou noir sur case blanche c8 · Dame noire sur case noire d8 · Roi noir sur case blanche e8 · Cavalier noir sur case blanche g8 · Tour noire sur case noire h8 · Pion noir sur case noire a7 · Pion noir sur case blanche b7 · Pion noir sur case noire c7 · Pion noir sur case blanche f7 · Pion noir sur case noire g7 · Pion noir sur case blanche h7 · Pion blanc sur case noire e5 · Fou noir sur case noire b4 · Pion blanc sur case blanche c4 · Pion noir sur case noire e3 · Pion blanc sur case blanche a2 · Pion blanc sur case noire b2 · Fou blanc sur case noire d2 · Pion blanc sur case noire f2 · Pion blanc sur case blanche g2 · Pion blanc sur case noire h2 · Tour blanche sur case noire a1 · Cavalier blanc sur case blanche b1 · Dame blanche sur case blanche d1 · Roi blanc sur case noire e1 · Fou blanc sur case blanche f1 · Cavalier blanc sur case noire g1 · Tour blanche sur case blanche h1 | Tour noire sur case blanche a8 · Cavalier noir sur case noire b8 · Fou noir sur case blanche c8 · Dame noire sur case noire d8 · Roi noir sur case blanche e8 · Cavalier noir sur case blanche g8 · Tour noire sur case noire h8 · Pion noir sur case noire a7 · Pion noir sur case blanche b7 · Pion noir sur case noire c7 · Pion noir sur case blanche f7 · Pion noir sur case noire g7 · Pion noir sur case blanche h7 · Pion blanc sur case noire e5 · Fou noir sur case noire b4 · Pion blanc sur case blanche c4 · Pion noir sur case noire e3 · Pion blanc sur case blanche a2 · Pion blanc sur case noire b2 · Fou blanc sur case noire d2 · Pion blanc sur case noire f2 · Pion blanc sur case blanche g2 · Pion blanc sur case noire h2 · Tour blanche sur case noire a1 · Cavalier blanc sur case blanche b1 · Dame blanche sur case blanche d1 · Roi blanc sur case noire e1 · Fou blanc sur case blanche f1 · Cavalier blanc sur case noire g1 · Tour blanche sur case blanche h1 | 6 |
| 5 | Tour noire sur case blanche a8 · Cavalier noir sur case noire b8 · Fou noir sur case blanche c8 · Dame noire sur case noire d8 · Roi noir sur case blanche e8 · Cavalier noir sur case blanche g8 · Tour noire sur case noire h8 · Pion noir sur case noire a7 · Pion noir sur case blanche b7 · Pion noir sur case noire c7 · Pion noir sur case blanche f7 · Pion noir sur case noire g7 · Pion noir sur case blanche h7 · Pion blanc sur case noire e5 · Fou noir sur case noire b4 · Pion blanc sur case blanche c4 · Pion noir sur case noire e3 · Pion blanc sur case blanche a2 · Pion blanc sur case noire b2 · Fou blanc sur case noire d2 · Pion blanc sur case noire f2 · Pion blanc sur case blanche g2 · Pion blanc sur case noire h2 · Tour blanche sur case noire a1 · Cavalier blanc sur case blanche b1 · Dame blanche sur case blanche d1 · Roi blanc sur case noire e1 · Fou blanc sur case blanche f1 · Cavalier blanc sur case noire g1 · Tour blanche sur case blanche h1 | Tour noire sur case blanche a8 · Cavalier noir sur case noire b8 · Fou noir sur case blanche c8 · Dame noire sur case noire d8 · Roi noir sur case blanche e8 · Cavalier noir sur case blanche g8 · Tour noire sur case noire h8 · Pion noir sur case noire a7 · Pion noir sur case blanche b7 · Pion noir sur case noire c7 · Pion noir sur case blanche f7 · Pion noir sur case noire g7 · Pion noir sur case blanche h7 · Pion blanc sur case noire e5 · Fou noir sur case noire b4 · Pion blanc sur case blanche c4 · Pion noir sur case noire e3 · Pion blanc sur case blanche a2 · Pion blanc sur case noire b2 · Fou blanc sur case noire d2 · Pion blanc sur case noire f2 · Pion blanc sur case blanche g2 · Pion blanc sur case noire h2 · Tour blanche sur case noire a1 · Cavalier blanc sur case blanche b1 · Dame blanche sur case blanche d1 · Roi blanc sur case noire e1 · Fou blanc sur case blanche f1 · Cavalier blanc sur case noire g1 · Tour blanche sur case blanche h1 | Tour noire sur case blanche a8 · Cavalier noir sur case noire b8 · Fou noir sur case blanche c8 · Dame noire sur case noire d8 · Roi noir sur case blanche e8 · Cavalier noir sur case blanche g8 · Tour noire sur case noire h8 · Pion noir sur case noire a7 · Pion noir sur case blanche b7 · Pion noir sur case noire c7 · Pion noir sur case blanche f7 · Pion noir sur case noire g7 · Pion noir sur case blanche h7 · Pion blanc sur case noire e5 · Fou noir sur case noire b4 · Pion blanc sur case blanche c4 · Pion noir sur case noire e3 · Pion blanc sur case blanche a2 · Pion blanc sur case noire b2 · Fou blanc sur case noire d2 · Pion blanc sur case noire f2 · Pion blanc sur case blanche g2 · Pion blanc sur case noire h2 · Tour blanche sur case noire a1 · Cavalier blanc sur case blanche b1 · Dame blanche sur case blanche d1 · Roi blanc sur case noire e1 · Fou blanc sur case blanche f1 · Cavalier blanc sur case noire g1 · Tour blanche sur case blanche h1 | Tour noire sur case blanche a8 · Cavalier noir sur case noire b8 · Fou noir sur case blanche c8 · Dame noire sur case noire d8 · Roi noir sur case blanche e8 · Cavalier noir sur case blanche g8 · Tour noire sur case noire h8 · Pion noir sur case noire a7 · Pion noir sur case blanche b7 · Pion noir sur case noire c7 · Pion noir sur case blanche f7 · Pion noir sur case noire g7 · Pion noir sur case blanche h7 · Pion blanc sur case noire e5 · Fou noir sur case noire b4 · Pion blanc sur case blanche c4 · Pion noir sur case noire e3 · Pion blanc sur case blanche a2 · Pion blanc sur case noire b2 · Fou blanc sur case noire d2 · Pion blanc sur case noire f2 · Pion blanc sur case blanche g2 · Pion blanc sur case noire h2 · Tour blanche sur case noire a1 · Cavalier blanc sur case blanche b1 · Dame blanche sur case blanche d1 · Roi blanc sur case noire e1 · Fou blanc sur case blanche f1 · Cavalier blanc sur case noire g1 · Tour blanche sur case blanche h1 | Tour noire sur case blanche a8 · Cavalier noir sur case noire b8 · Fou noir sur case blanche c8 · Dame noire sur case noire d8 · Roi noir sur case blanche e8 · Cavalier noir sur case blanche g8 · Tour noire sur case noire h8 · Pion noir sur case noire a7 · Pion noir sur case blanche b7 · Pion noir sur case noire c7 · Pion noir sur case blanche f7 · Pion noir sur case noire g7 · Pion noir sur case blanche h7 · Pion blanc sur case noire e5 · Fou noir sur case noire b4 · Pion blanc sur case blanche c4 · Pion noir sur case noire e3 · Pion blanc sur case blanche a2 · Pion blanc sur case noire b2 · Fou blanc sur case noire d2 · Pion blanc sur case noire f2 · Pion blanc sur case blanche g2 · Pion blanc sur case noire h2 · Tour blanche sur case noire a1 · Cavalier blanc sur case blanche b1 · Dame blanche sur case blanche d1 · Roi blanc sur case noire e1 · Fou blanc sur case blanche f1 · Cavalier blanc sur case noire g1 · Tour blanche sur case blanche h1 | Tour noire sur case blanche a8 · Cavalier noir sur case noire b8 · Fou noir sur case blanche c8 · Dame noire sur case noire d8 · Roi noir sur case blanche e8 · Cavalier noir sur case blanche g8 · Tour noire sur case noire h8 · Pion noir sur case noire a7 · Pion noir sur case blanche b7 · Pion noir sur case noire c7 · Pion noir sur case blanche f7 · Pion noir sur case noire g7 · Pion noir sur case blanche h7 · Pion blanc sur case noire e5 · Fou noir sur case noire b4 · Pion blanc sur case blanche c4 · Pion noir sur case noire e3 · Pion blanc sur case blanche a2 · Pion blanc sur case noire b2 · Fou blanc sur case noire d2 · Pion blanc sur case noire f2 · Pion blanc sur case blanche g2 · Pion blanc sur case noire h2 · Tour blanche sur case noire a1 · Cavalier blanc sur case blanche b1 · Dame blanche sur case blanche d1 · Roi blanc sur case noire e1 · Fou blanc sur case blanche f1 · Cavalier blanc sur case noire g1 · Tour blanche sur case blanche h1 | Tour noire sur case blanche a8 · Cavalier noir sur case noire b8 · Fou noir sur case blanche c8 · Dame noire sur case noire d8 · Roi noir sur case blanche e8 · Cavalier noir sur case blanche g8 · Tour noire sur case noire h8 · Pion noir sur case noire a7 · Pion noir sur case blanche b7 · Pion noir sur case noire c7 · Pion noir sur case blanche f7 · Pion noir sur case noire g7 · Pion noir sur case blanche h7 · Pion blanc sur case noire e5 · Fou noir sur case noire b4 · Pion blanc sur case blanche c4 · Pion noir sur case noire e3 · Pion blanc sur case blanche a2 · Pion blanc sur case noire b2 · Fou blanc sur case noire d2 · Pion blanc sur case noire f2 · Pion blanc sur case blanche g2 · Pion blanc sur case noire h2 · Tour blanche sur case noire a1 · Cavalier blanc sur case blanche b1 · Dame blanche sur case blanche d1 · Roi blanc sur case noire e1 · Fou blanc sur case blanche f1 · Cavalier blanc sur case noire g1 · Tour blanche sur case blanche h1 | Tour noire sur case blanche a8 · Cavalier noir sur case noire b8 · Fou noir sur case blanche c8 · Dame noire sur case noire d8 · Roi noir sur case blanche e8 · Cavalier noir sur case blanche g8 · Tour noire sur case noire h8 · Pion noir sur case noire a7 · Pion noir sur case blanche b7 · Pion noir sur case noire c7 · Pion noir sur case blanche f7 · Pion noir sur case noire g7 · Pion noir sur case blanche h7 · Pion blanc sur case noire e5 · Fou noir sur case noire b4 · Pion blanc sur case blanche c4 · Pion noir sur case noire e3 · Pion blanc sur case blanche a2 · Pion blanc sur case noire b2 · Fou blanc sur case noire d2 · Pion blanc sur case noire f2 · Pion blanc sur case blanche g2 · Pion blanc sur case noire h2 · Tour blanche sur case noire a1 · Cavalier blanc sur case blanche b1 · Dame blanche sur case blanche d1 · Roi blanc sur case noire e1 · Fou blanc sur case blanche f1 · Cavalier blanc sur case noire g1 · Tour blanche sur case blanche h1 | 5 |
| 4 | Tour noire sur case blanche a8 · Cavalier noir sur case noire b8 · Fou noir sur case blanche c8 · Dame noire sur case noire d8 · Roi noir sur case blanche e8 · Cavalier noir sur case blanche g8 · Tour noire sur case noire h8 · Pion noir sur case noire a7 · Pion noir sur case blanche b7 · Pion noir sur case noire c7 · Pion noir sur case blanche f7 · Pion noir sur case noire g7 · Pion noir sur case blanche h7 · Pion blanc sur case noire e5 · Fou noir sur case noire b4 · Pion blanc sur case blanche c4 · Pion noir sur case noire e3 · Pion blanc sur case blanche a2 · Pion blanc sur case noire b2 · Fou blanc sur case noire d2 · Pion blanc sur case noire f2 · Pion blanc sur case blanche g2 · Pion blanc sur case noire h2 · Tour blanche sur case noire a1 · Cavalier blanc sur case blanche b1 · Dame blanche sur case blanche d1 · Roi blanc sur case noire e1 · Fou blanc sur case blanche f1 · Cavalier blanc sur case noire g1 · Tour blanche sur case blanche h1 | Tour noire sur case blanche a8 · Cavalier noir sur case noire b8 · Fou noir sur case blanche c8 · Dame noire sur case noire d8 · Roi noir sur case blanche e8 · Cavalier noir sur case blanche g8 · Tour noire sur case noire h8 · Pion noir sur case noire a7 · Pion noir sur case blanche b7 · Pion noir sur case noire c7 · Pion noir sur case blanche f7 · Pion noir sur case noire g7 · Pion noir sur case blanche h7 · Pion blanc sur case noire e5 · Fou noir sur case noire b4 · Pion blanc sur case blanche c4 · Pion noir sur case noire e3 · Pion blanc sur case blanche a2 · Pion blanc sur case noire b2 · Fou blanc sur case noire d2 · Pion blanc sur case noire f2 · Pion blanc sur case blanche g2 · Pion blanc sur case noire h2 · Tour blanche sur case noire a1 · Cavalier blanc sur case blanche b1 · Dame blanche sur case blanche d1 · Roi blanc sur case noire e1 · Fou blanc sur case blanche f1 · Cavalier blanc sur case noire g1 · Tour blanche sur case blanche h1 | Tour noire sur case blanche a8 · Cavalier noir sur case noire b8 · Fou noir sur case blanche c8 · Dame noire sur case noire d8 · Roi noir sur case blanche e8 · Cavalier noir sur case blanche g8 · Tour noire sur case noire h8 · Pion noir sur case noire a7 · Pion noir sur case blanche b7 · Pion noir sur case noire c7 · Pion noir sur case blanche f7 · Pion noir sur case noire g7 · Pion noir sur case blanche h7 · Pion blanc sur case noire e5 · Fou noir sur case noire b4 · Pion blanc sur case blanche c4 · Pion noir sur case noire e3 · Pion blanc sur case blanche a2 · Pion blanc sur case noire b2 · Fou blanc sur case noire d2 · Pion blanc sur case noire f2 · Pion blanc sur case blanche g2 · Pion blanc sur case noire h2 · Tour blanche sur case noire a1 · Cavalier blanc sur case blanche b1 · Dame blanche sur case blanche d1 · Roi blanc sur case noire e1 · Fou blanc sur case blanche f1 · Cavalier blanc sur case noire g1 · Tour blanche sur case blanche h1 | Tour noire sur case blanche a8 · Cavalier noir sur case noire b8 · Fou noir sur case blanche c8 · Dame noire sur case noire d8 · Roi noir sur case blanche e8 · Cavalier noir sur case blanche g8 · Tour noire sur case noire h8 · Pion noir sur case noire a7 · Pion noir sur case blanche b7 · Pion noir sur case noire c7 · Pion noir sur case blanche f7 · Pion noir sur case noire g7 · Pion noir sur case blanche h7 · Pion blanc sur case noire e5 · Fou noir sur case noire b4 · Pion blanc sur case blanche c4 · Pion noir sur case noire e3 · Pion blanc sur case blanche a2 · Pion blanc sur case noire b2 · Fou blanc sur case noire d2 · Pion blanc sur case noire f2 · Pion blanc sur case blanche g2 · Pion blanc sur case noire h2 · Tour blanche sur case noire a1 · Cavalier blanc sur case blanche b1 · Dame blanche sur case blanche d1 · Roi blanc sur case noire e1 · Fou blanc sur case blanche f1 · Cavalier blanc sur case noire g1 · Tour blanche sur case blanche h1 | Tour noire sur case blanche a8 · Cavalier noir sur case noire b8 · Fou noir sur case blanche c8 · Dame noire sur case noire d8 · Roi noir sur case blanche e8 · Cavalier noir sur case blanche g8 · Tour noire sur case noire h8 · Pion noir sur case noire a7 · Pion noir sur case blanche b7 · Pion noir sur case noire c7 · Pion noir sur case blanche f7 · Pion noir sur case noire g7 · Pion noir sur case blanche h7 · Pion blanc sur case noire e5 · Fou noir sur case noire b4 · Pion blanc sur case blanche c4 · Pion noir sur case noire e3 · Pion blanc sur case blanche a2 · Pion blanc sur case noire b2 · Fou blanc sur case noire d2 · Pion blanc sur case noire f2 · Pion blanc sur case blanche g2 · Pion blanc sur case noire h2 · Tour blanche sur case noire a1 · Cavalier blanc sur case blanche b1 · Dame blanche sur case blanche d1 · Roi blanc sur case noire e1 · Fou blanc sur case blanche f1 · Cavalier blanc sur case noire g1 · Tour blanche sur case blanche h1 | Tour noire sur case blanche a8 · Cavalier noir sur case noire b8 · Fou noir sur case blanche c8 · Dame noire sur case noire d8 · Roi noir sur case blanche e8 · Cavalier noir sur case blanche g8 · Tour noire sur case noire h8 · Pion noir sur case noire a7 · Pion noir sur case blanche b7 · Pion noir sur case noire c7 · Pion noir sur case blanche f7 · Pion noir sur case noire g7 · Pion noir sur case blanche h7 · Pion blanc sur case noire e5 · Fou noir sur case noire b4 · Pion blanc sur case blanche c4 · Pion noir sur case noire e3 · Pion blanc sur case blanche a2 · Pion blanc sur case noire b2 · Fou blanc sur case noire d2 · Pion blanc sur case noire f2 · Pion blanc sur case blanche g2 · Pion blanc sur case noire h2 · Tour blanche sur case noire a1 · Cavalier blanc sur case blanche b1 · Dame blanche sur case blanche d1 · Roi blanc sur case noire e1 · Fou blanc sur case blanche f1 · Cavalier blanc sur case noire g1 · Tour blanche sur case blanche h1 | Tour noire sur case blanche a8 · Cavalier noir sur case noire b8 · Fou noir sur case blanche c8 · Dame noire sur case noire d8 · Roi noir sur case blanche e8 · Cavalier noir sur case blanche g8 · Tour noire sur case noire h8 · Pion noir sur case noire a7 · Pion noir sur case blanche b7 · Pion noir sur case noire c7 · Pion noir sur case blanche f7 · Pion noir sur case noire g7 · Pion noir sur case blanche h7 · Pion blanc sur case noire e5 · Fou noir sur case noire b4 · Pion blanc sur case blanche c4 · Pion noir sur case noire e3 · Pion blanc sur case blanche a2 · Pion blanc sur case noire b2 · Fou blanc sur case noire d2 · Pion blanc sur case noire f2 · Pion blanc sur case blanche g2 · Pion blanc sur case noire h2 · Tour blanche sur case noire a1 · Cavalier blanc sur case blanche b1 · Dame blanche sur case blanche d1 · Roi blanc sur case noire e1 · Fou blanc sur case blanche f1 · Cavalier blanc sur case noire g1 · Tour blanche sur case blanche h1 | Tour noire sur case blanche a8 · Cavalier noir sur case noire b8 · Fou noir sur case blanche c8 · Dame noire sur case noire d8 · Roi noir sur case blanche e8 · Cavalier noir sur case blanche g8 · Tour noire sur case noire h8 · Pion noir sur case noire a7 · Pion noir sur case blanche b7 · Pion noir sur case noire c7 · Pion noir sur case blanche f7 · Pion noir sur case noire g7 · Pion noir sur case blanche h7 · Pion blanc sur case noire e5 · Fou noir sur case noire b4 · Pion blanc sur case blanche c4 · Pion noir sur case noire e3 · Pion blanc sur case blanche a2 · Pion blanc sur case noire b2 · Fou blanc sur case noire d2 · Pion blanc sur case noire f2 · Pion blanc sur case blanche g2 · Pion blanc sur case noire h2 · Tour blanche sur case noire a1 · Cavalier blanc sur case blanche b1 · Dame blanche sur case blanche d1 · Roi blanc sur case noire e1 · Fou blanc sur case blanche f1 · Cavalier blanc sur case noire g1 · Tour blanche sur case blanche h1 | 4 |
| 3 | Tour noire sur case blanche a8 · Cavalier noir sur case noire b8 · Fou noir sur case blanche c8 · Dame noire sur case noire d8 · Roi noir sur case blanche e8 · Cavalier noir sur case blanche g8 · Tour noire sur case noire h8 · Pion noir sur case noire a7 · Pion noir sur case blanche b7 · Pion noir sur case noire c7 · Pion noir sur case blanche f7 · Pion noir sur case noire g7 · Pion noir sur case blanche h7 · Pion blanc sur case noire e5 · Fou noir sur case noire b4 · Pion blanc sur case blanche c4 · Pion noir sur case noire e3 · Pion blanc sur case blanche a2 · Pion blanc sur case noire b2 · Fou blanc sur case noire d2 · Pion blanc sur case noire f2 · Pion blanc sur case blanche g2 · Pion blanc sur case noire h2 · Tour blanche sur case noire a1 · Cavalier blanc sur case blanche b1 · Dame blanche sur case blanche d1 · Roi blanc sur case noire e1 · Fou blanc sur case blanche f1 · Cavalier blanc sur case noire g1 · Tour blanche sur case blanche h1 | Tour noire sur case blanche a8 · Cavalier noir sur case noire b8 · Fou noir sur case blanche c8 · Dame noire sur case noire d8 · Roi noir sur case blanche e8 · Cavalier noir sur case blanche g8 · Tour noire sur case noire h8 · Pion noir sur case noire a7 · Pion noir sur case blanche b7 · Pion noir sur case noire c7 · Pion noir sur case blanche f7 · Pion noir sur case noire g7 · Pion noir sur case blanche h7 · Pion blanc sur case noire e5 · Fou noir sur case noire b4 · Pion blanc sur case blanche c4 · Pion noir sur case noire e3 · Pion blanc sur case blanche a2 · Pion blanc sur case noire b2 · Fou blanc sur case noire d2 · Pion blanc sur case noire f2 · Pion blanc sur case blanche g2 · Pion blanc sur case noire h2 · Tour blanche sur case noire a1 · Cavalier blanc sur case blanche b1 · Dame blanche sur case blanche d1 · Roi blanc sur case noire e1 · Fou blanc sur case blanche f1 · Cavalier blanc sur case noire g1 · Tour blanche sur case blanche h1 | Tour noire sur case blanche a8 · Cavalier noir sur case noire b8 · Fou noir sur case blanche c8 · Dame noire sur case noire d8 · Roi noir sur case blanche e8 · Cavalier noir sur case blanche g8 · Tour noire sur case noire h8 · Pion noir sur case noire a7 · Pion noir sur case blanche b7 · Pion noir sur case noire c7 · Pion noir sur case blanche f7 · Pion noir sur case noire g7 · Pion noir sur case blanche h7 · Pion blanc sur case noire e5 · Fou noir sur case noire b4 · Pion blanc sur case blanche c4 · Pion noir sur case noire e3 · Pion blanc sur case blanche a2 · Pion blanc sur case noire b2 · Fou blanc sur case noire d2 · Pion blanc sur case noire f2 · Pion blanc sur case blanche g2 · Pion blanc sur case noire h2 · Tour blanche sur case noire a1 · Cavalier blanc sur case blanche b1 · Dame blanche sur case blanche d1 · Roi blanc sur case noire e1 · Fou blanc sur case blanche f1 · Cavalier blanc sur case noire g1 · Tour blanche sur case blanche h1 | Tour noire sur case blanche a8 · Cavalier noir sur case noire b8 · Fou noir sur case blanche c8 · Dame noire sur case noire d8 · Roi noir sur case blanche e8 · Cavalier noir sur case blanche g8 · Tour noire sur case noire h8 · Pion noir sur case noire a7 · Pion noir sur case blanche b7 · Pion noir sur case noire c7 · Pion noir sur case blanche f7 · Pion noir sur case noire g7 · Pion noir sur case blanche h7 · Pion blanc sur case noire e5 · Fou noir sur case noire b4 · Pion blanc sur case blanche c4 · Pion noir sur case noire e3 · Pion blanc sur case blanche a2 · Pion blanc sur case noire b2 · Fou blanc sur case noire d2 · Pion blanc sur case noire f2 · Pion blanc sur case blanche g2 · Pion blanc sur case noire h2 · Tour blanche sur case noire a1 · Cavalier blanc sur case blanche b1 · Dame blanche sur case blanche d1 · Roi blanc sur case noire e1 · Fou blanc sur case blanche f1 · Cavalier blanc sur case noire g1 · Tour blanche sur case blanche h1 | Tour noire sur case blanche a8 · Cavalier noir sur case noire b8 · Fou noir sur case blanche c8 · Dame noire sur case noire d8 · Roi noir sur case blanche e8 · Cavalier noir sur case blanche g8 · Tour noire sur case noire h8 · Pion noir sur case noire a7 · Pion noir sur case blanche b7 · Pion noir sur case noire c7 · Pion noir sur case blanche f7 · Pion noir sur case noire g7 · Pion noir sur case blanche h7 · Pion blanc sur case noire e5 · Fou noir sur case noire b4 · Pion blanc sur case blanche c4 · Pion noir sur case noire e3 · Pion blanc sur case blanche a2 · Pion blanc sur case noire b2 · Fou blanc sur case noire d2 · Pion blanc sur case noire f2 · Pion blanc sur case blanche g2 · Pion blanc sur case noire h2 · Tour blanche sur case noire a1 · Cavalier blanc sur case blanche b1 · Dame blanche sur case blanche d1 · Roi blanc sur case noire e1 · Fou blanc sur case blanche f1 · Cavalier blanc sur case noire g1 · Tour blanche sur case blanche h1 | Tour noire sur case blanche a8 · Cavalier noir sur case noire b8 · Fou noir sur case blanche c8 · Dame noire sur case noire d8 · Roi noir sur case blanche e8 · Cavalier noir sur case blanche g8 · Tour noire sur case noire h8 · Pion noir sur case noire a7 · Pion noir sur case blanche b7 · Pion noir sur case noire c7 · Pion noir sur case blanche f7 · Pion noir sur case noire g7 · Pion noir sur case blanche h7 · Pion blanc sur case noire e5 · Fou noir sur case noire b4 · Pion blanc sur case blanche c4 · Pion noir sur case noire e3 · Pion blanc sur case blanche a2 · Pion blanc sur case noire b2 · Fou blanc sur case noire d2 · Pion blanc sur case noire f2 · Pion blanc sur case blanche g2 · Pion blanc sur case noire h2 · Tour blanche sur case noire a1 · Cavalier blanc sur case blanche b1 · Dame blanche sur case blanche d1 · Roi blanc sur case noire e1 · Fou blanc sur case blanche f1 · Cavalier blanc sur case noire g1 · Tour blanche sur case blanche h1 | Tour noire sur case blanche a8 · Cavalier noir sur case noire b8 · Fou noir sur case blanche c8 · Dame noire sur case noire d8 · Roi noir sur case blanche e8 · Cavalier noir sur case blanche g8 · Tour noire sur case noire h8 · Pion noir sur case noire a7 · Pion noir sur case blanche b7 · Pion noir sur case noire c7 · Pion noir sur case blanche f7 · Pion noir sur case noire g7 · Pion noir sur case blanche h7 · Pion blanc sur case noire e5 · Fou noir sur case noire b4 · Pion blanc sur case blanche c4 · Pion noir sur case noire e3 · Pion blanc sur case blanche a2 · Pion blanc sur case noire b2 · Fou blanc sur case noire d2 · Pion blanc sur case noire f2 · Pion blanc sur case blanche g2 · Pion blanc sur case noire h2 · Tour blanche sur case noire a1 · Cavalier blanc sur case blanche b1 · Dame blanche sur case blanche d1 · Roi blanc sur case noire e1 · Fou blanc sur case blanche f1 · Cavalier blanc sur case noire g1 · Tour blanche sur case blanche h1 | Tour noire sur case blanche a8 · Cavalier noir sur case noire b8 · Fou noir sur case blanche c8 · Dame noire sur case noire d8 · Roi noir sur case blanche e8 · Cavalier noir sur case blanche g8 · Tour noire sur case noire h8 · Pion noir sur case noire a7 · Pion noir sur case blanche b7 · Pion noir sur case noire c7 · Pion noir sur case blanche f7 · Pion noir sur case noire g7 · Pion noir sur case blanche h7 · Pion blanc sur case noire e5 · Fou noir sur case noire b4 · Pion blanc sur case blanche c4 · Pion noir sur case noire e3 · Pion blanc sur case blanche a2 · Pion blanc sur case noire b2 · Fou blanc sur case noire d2 · Pion blanc sur case noire f2 · Pion blanc sur case blanche g2 · Pion blanc sur case noire h2 · Tour blanche sur case noire a1 · Cavalier blanc sur case blanche b1 · Dame blanche sur case blanche d1 · Roi blanc sur case noire e1 · Fou blanc sur case blanche f1 · Cavalier blanc sur case noire g1 · Tour blanche sur case blanche h1 | 3 |
| 2 | Tour noire sur case blanche a8 · Cavalier noir sur case noire b8 · Fou noir sur case blanche c8 · Dame noire sur case noire d8 · Roi noir sur case blanche e8 · Cavalier noir sur case blanche g8 · Tour noire sur case noire h8 · Pion noir sur case noire a7 · Pion noir sur case blanche b7 · Pion noir sur case noire c7 · Pion noir sur case blanche f7 · Pion noir sur case noire g7 · Pion noir sur case blanche h7 · Pion blanc sur case noire e5 · Fou noir sur case noire b4 · Pion blanc sur case blanche c4 · Pion noir sur case noire e3 · Pion blanc sur case blanche a2 · Pion blanc sur case noire b2 · Fou blanc sur case noire d2 · Pion blanc sur case noire f2 · Pion blanc sur case blanche g2 · Pion blanc sur case noire h2 · Tour blanche sur case noire a1 · Cavalier blanc sur case blanche b1 · Dame blanche sur case blanche d1 · Roi blanc sur case noire e1 · Fou blanc sur case blanche f1 · Cavalier blanc sur case noire g1 · Tour blanche sur case blanche h1 | Tour noire sur case blanche a8 · Cavalier noir sur case noire b8 · Fou noir sur case blanche c8 · Dame noire sur case noire d8 · Roi noir sur case blanche e8 · Cavalier noir sur case blanche g8 · Tour noire sur case noire h8 · Pion noir sur case noire a7 · Pion noir sur case blanche b7 · Pion noir sur case noire c7 · Pion noir sur case blanche f7 · Pion noir sur case noire g7 · Pion noir sur case blanche h7 · Pion blanc sur case noire e5 · Fou noir sur case noire b4 · Pion blanc sur case blanche c4 · Pion noir sur case noire e3 · Pion blanc sur case blanche a2 · Pion blanc sur case noire b2 · Fou blanc sur case noire d2 · Pion blanc sur case noire f2 · Pion blanc sur case blanche g2 · Pion blanc sur case noire h2 · Tour blanche sur case noire a1 · Cavalier blanc sur case blanche b1 · Dame blanche sur case blanche d1 · Roi blanc sur case noire e1 · Fou blanc sur case blanche f1 · Cavalier blanc sur case noire g1 · Tour blanche sur case blanche h1 | Tour noire sur case blanche a8 · Cavalier noir sur case noire b8 · Fou noir sur case blanche c8 · Dame noire sur case noire d8 · Roi noir sur case blanche e8 · Cavalier noir sur case blanche g8 · Tour noire sur case noire h8 · Pion noir sur case noire a7 · Pion noir sur case blanche b7 · Pion noir sur case noire c7 · Pion noir sur case blanche f7 · Pion noir sur case noire g7 · Pion noir sur case blanche h7 · Pion blanc sur case noire e5 · Fou noir sur case noire b4 · Pion blanc sur case blanche c4 · Pion noir sur case noire e3 · Pion blanc sur case blanche a2 · Pion blanc sur case noire b2 · Fou blanc sur case noire d2 · Pion blanc sur case noire f2 · Pion blanc sur case blanche g2 · Pion blanc sur case noire h2 · Tour blanche sur case noire a1 · Cavalier blanc sur case blanche b1 · Dame blanche sur case blanche d1 · Roi blanc sur case noire e1 · Fou blanc sur case blanche f1 · Cavalier blanc sur case noire g1 · Tour blanche sur case blanche h1 | Tour noire sur case blanche a8 · Cavalier noir sur case noire b8 · Fou noir sur case blanche c8 · Dame noire sur case noire d8 · Roi noir sur case blanche e8 · Cavalier noir sur case blanche g8 · Tour noire sur case noire h8 · Pion noir sur case noire a7 · Pion noir sur case blanche b7 · Pion noir sur case noire c7 · Pion noir sur case blanche f7 · Pion noir sur case noire g7 · Pion noir sur case blanche h7 · Pion blanc sur case noire e5 · Fou noir sur case noire b4 · Pion blanc sur case blanche c4 · Pion noir sur case noire e3 · Pion blanc sur case blanche a2 · Pion blanc sur case noire b2 · Fou blanc sur case noire d2 · Pion blanc sur case noire f2 · Pion blanc sur case blanche g2 · Pion blanc sur case noire h2 · Tour blanche sur case noire a1 · Cavalier blanc sur case blanche b1 · Dame blanche sur case blanche d1 · Roi blanc sur case noire e1 · Fou blanc sur case blanche f1 · Cavalier blanc sur case noire g1 · Tour blanche sur case blanche h1 | Tour noire sur case blanche a8 · Cavalier noir sur case noire b8 · Fou noir sur case blanche c8 · Dame noire sur case noire d8 · Roi noir sur case blanche e8 · Cavalier noir sur case blanche g8 · Tour noire sur case noire h8 · Pion noir sur case noire a7 · Pion noir sur case blanche b7 · Pion noir sur case noire c7 · Pion noir sur case blanche f7 · Pion noir sur case noire g7 · Pion noir sur case blanche h7 · Pion blanc sur case noire e5 · Fou noir sur case noire b4 · Pion blanc sur case blanche c4 · Pion noir sur case noire e3 · Pion blanc sur case blanche a2 · Pion blanc sur case noire b2 · Fou blanc sur case noire d2 · Pion blanc sur case noire f2 · Pion blanc sur case blanche g2 · Pion blanc sur case noire h2 · Tour blanche sur case noire a1 · Cavalier blanc sur case blanche b1 · Dame blanche sur case blanche d1 · Roi blanc sur case noire e1 · Fou blanc sur case blanche f1 · Cavalier blanc sur case noire g1 · Tour blanche sur case blanche h1 | Tour noire sur case blanche a8 · Cavalier noir sur case noire b8 · Fou noir sur case blanche c8 · Dame noire sur case noire d8 · Roi noir sur case blanche e8 · Cavalier noir sur case blanche g8 · Tour noire sur case noire h8 · Pion noir sur case noire a7 · Pion noir sur case blanche b7 · Pion noir sur case noire c7 · Pion noir sur case blanche f7 · Pion noir sur case noire g7 · Pion noir sur case blanche h7 · Pion blanc sur case noire e5 · Fou noir sur case noire b4 · Pion blanc sur case blanche c4 · Pion noir sur case noire e3 · Pion blanc sur case blanche a2 · Pion blanc sur case noire b2 · Fou blanc sur case noire d2 · Pion blanc sur case noire f2 · Pion blanc sur case blanche g2 · Pion blanc sur case noire h2 · Tour blanche sur case noire a1 · Cavalier blanc sur case blanche b1 · Dame blanche sur case blanche d1 · Roi blanc sur case noire e1 · Fou blanc sur case blanche f1 · Cavalier blanc sur case noire g1 · Tour blanche sur case blanche h1 | Tour noire sur case blanche a8 · Cavalier noir sur case noire b8 · Fou noir sur case blanche c8 · Dame noire sur case noire d8 · Roi noir sur case blanche e8 · Cavalier noir sur case blanche g8 · Tour noire sur case noire h8 · Pion noir sur case noire a7 · Pion noir sur case blanche b7 · Pion noir sur case noire c7 · Pion noir sur case blanche f7 · Pion noir sur case noire g7 · Pion noir sur case blanche h7 · Pion blanc sur case noire e5 · Fou noir sur case noire b4 · Pion blanc sur case blanche c4 · Pion noir sur case noire e3 · Pion blanc sur case blanche a2 · Pion blanc sur case noire b2 · Fou blanc sur case noire d2 · Pion blanc sur case noire f2 · Pion blanc sur case blanche g2 · Pion blanc sur case noire h2 · Tour blanche sur case noire a1 · Cavalier blanc sur case blanche b1 · Dame blanche sur case blanche d1 · Roi blanc sur case noire e1 · Fou blanc sur case blanche f1 · Cavalier blanc sur case noire g1 · Tour blanche sur case blanche h1 | Tour noire sur case blanche a8 · Cavalier noir sur case noire b8 · Fou noir sur case blanche c8 · Dame noire sur case noire d8 · Roi noir sur case blanche e8 · Cavalier noir sur case blanche g8 · Tour noire sur case noire h8 · Pion noir sur case noire a7 · Pion noir sur case blanche b7 · Pion noir sur case noire c7 · Pion noir sur case blanche f7 · Pion noir sur case noire g7 · Pion noir sur case blanche h7 · Pion blanc sur case noire e5 · Fou noir sur case noire b4 · Pion blanc sur case blanche c4 · Pion noir sur case noire e3 · Pion blanc sur case blanche a2 · Pion blanc sur case noire b2 · Fou blanc sur case noire d2 · Pion blanc sur case noire f2 · Pion blanc sur case blanche g2 · Pion blanc sur case noire h2 · Tour blanche sur case noire a1 · Cavalier blanc sur case blanche b1 · Dame blanche sur case blanche d1 · Roi blanc sur case noire e1 · Fou blanc sur case blanche f1 · Cavalier blanc sur case noire g1 · Tour blanche sur case blanche h1 | 2 |
| 1 | Tour noire sur case blanche a8 · Cavalier noir sur case noire b8 · Fou noir sur case blanche c8 · Dame noire sur case noire d8 · Roi noir sur case blanche e8 · Cavalier noir sur case blanche g8 · Tour noire sur case noire h8 · Pion noir sur case noire a7 · Pion noir sur case blanche b7 · Pion noir sur case noire c7 · Pion noir sur case blanche f7 · Pion noir sur case noire g7 · Pion noir sur case blanche h7 · Pion blanc sur case noire e5 · Fou noir sur case noire b4 · Pion blanc sur case blanche c4 · Pion noir sur case noire e3 · Pion blanc sur case blanche a2 · Pion blanc sur case noire b2 · Fou blanc sur case noire d2 · Pion blanc sur case noire f2 · Pion blanc sur case blanche g2 · Pion blanc sur case noire h2 · Tour blanche sur case noire a1 · Cavalier blanc sur case blanche b1 · Dame blanche sur case blanche d1 · Roi blanc sur case noire e1 · Fou blanc sur case blanche f1 · Cavalier blanc sur case noire g1 · Tour blanche sur case blanche h1 | Tour noire sur case blanche a8 · Cavalier noir sur case noire b8 · Fou noir sur case blanche c8 · Dame noire sur case noire d8 · Roi noir sur case blanche e8 · Cavalier noir sur case blanche g8 · Tour noire sur case noire h8 · Pion noir sur case noire a7 · Pion noir sur case blanche b7 · Pion noir sur case noire c7 · Pion noir sur case blanche f7 · Pion noir sur case noire g7 · Pion noir sur case blanche h7 · Pion blanc sur case noire e5 · Fou noir sur case noire b4 · Pion blanc sur case blanche c4 · Pion noir sur case noire e3 · Pion blanc sur case blanche a2 · Pion blanc sur case noire b2 · Fou blanc sur case noire d2 · Pion blanc sur case noire f2 · Pion blanc sur case blanche g2 · Pion blanc sur case noire h2 · Tour blanche sur case noire a1 · Cavalier blanc sur case blanche b1 · Dame blanche sur case blanche d1 · Roi blanc sur case noire e1 · Fou blanc sur case blanche f1 · Cavalier blanc sur case noire g1 · Tour blanche sur case blanche h1 | Tour noire sur case blanche a8 · Cavalier noir sur case noire b8 · Fou noir sur case blanche c8 · Dame noire sur case noire d8 · Roi noir sur case blanche e8 · Cavalier noir sur case blanche g8 · Tour noire sur case noire h8 · Pion noir sur case noire a7 · Pion noir sur case blanche b7 · Pion noir sur case noire c7 · Pion noir sur case blanche f7 · Pion noir sur case noire g7 · Pion noir sur case blanche h7 · Pion blanc sur case noire e5 · Fou noir sur case noire b4 · Pion blanc sur case blanche c4 · Pion noir sur case noire e3 · Pion blanc sur case blanche a2 · Pion blanc sur case noire b2 · Fou blanc sur case noire d2 · Pion blanc sur case noire f2 · Pion blanc sur case blanche g2 · Pion blanc sur case noire h2 · Tour blanche sur case noire a1 · Cavalier blanc sur case blanche b1 · Dame blanche sur case blanche d1 · Roi blanc sur case noire e1 · Fou blanc sur case blanche f1 · Cavalier blanc sur case noire g1 · Tour blanche sur case blanche h1 | Tour noire sur case blanche a8 · Cavalier noir sur case noire b8 · Fou noir sur case blanche c8 · Dame noire sur case noire d8 · Roi noir sur case blanche e8 · Cavalier noir sur case blanche g8 · Tour noire sur case noire h8 · Pion noir sur case noire a7 · Pion noir sur case blanche b7 · Pion noir sur case noire c7 · Pion noir sur case blanche f7 · Pion noir sur case noire g7 · Pion noir sur case blanche h7 · Pion blanc sur case noire e5 · Fou noir sur case noire b4 · Pion blanc sur case blanche c4 · Pion noir sur case noire e3 · Pion blanc sur case blanche a2 · Pion blanc sur case noire b2 · Fou blanc sur case noire d2 · Pion blanc sur case noire f2 · Pion blanc sur case blanche g2 · Pion blanc sur case noire h2 · Tour blanche sur case noire a1 · Cavalier blanc sur case blanche b1 · Dame blanche sur case blanche d1 · Roi blanc sur case noire e1 · Fou blanc sur case blanche f1 · Cavalier blanc sur case noire g1 · Tour blanche sur case blanche h1 | Tour noire sur case blanche a8 · Cavalier noir sur case noire b8 · Fou noir sur case blanche c8 · Dame noire sur case noire d8 · Roi noir sur case blanche e8 · Cavalier noir sur case blanche g8 · Tour noire sur case noire h8 · Pion noir sur case noire a7 · Pion noir sur case blanche b7 · Pion noir sur case noire c7 · Pion noir sur case blanche f7 · Pion noir sur case noire g7 · Pion noir sur case blanche h7 · Pion blanc sur case noire e5 · Fou noir sur case noire b4 · Pion blanc sur case blanche c4 · Pion noir sur case noire e3 · Pion blanc sur case blanche a2 · Pion blanc sur case noire b2 · Fou blanc sur case noire d2 · Pion blanc sur case noire f2 · Pion blanc sur case blanche g2 · Pion blanc sur case noire h2 · Tour blanche sur case noire a1 · Cavalier blanc sur case blanche b1 · Dame blanche sur case blanche d1 · Roi blanc sur case noire e1 · Fou blanc sur case blanche f1 · Cavalier blanc sur case noire g1 · Tour blanche sur case blanche h1 | Tour noire sur case blanche a8 · Cavalier noir sur case noire b8 · Fou noir sur case blanche c8 · Dame noire sur case noire d8 · Roi noir sur case blanche e8 · Cavalier noir sur case blanche g8 · Tour noire sur case noire h8 · Pion noir sur case noire a7 · Pion noir sur case blanche b7 · Pion noir sur case noire c7 · Pion noir sur case blanche f7 · Pion noir sur case noire g7 · Pion noir sur case blanche h7 · Pion blanc sur case noire e5 · Fou noir sur case noire b4 · Pion blanc sur case blanche c4 · Pion noir sur case noire e3 · Pion blanc sur case blanche a2 · Pion blanc sur case noire b2 · Fou blanc sur case noire d2 · Pion blanc sur case noire f2 · Pion blanc sur case blanche g2 · Pion blanc sur case noire h2 · Tour blanche sur case noire a1 · Cavalier blanc sur case blanche b1 · Dame blanche sur case blanche d1 · Roi blanc sur case noire e1 · Fou blanc sur case blanche f1 · Cavalier blanc sur case noire g1 · Tour blanche sur case blanche h1 | Tour noire sur case blanche a8 · Cavalier noir sur case noire b8 · Fou noir sur case blanche c8 · Dame noire sur case noire d8 · Roi noir sur case blanche e8 · Cavalier noir sur case blanche g8 · Tour noire sur case noire h8 · Pion noir sur case noire a7 · Pion noir sur case blanche b7 · Pion noir sur case noire c7 · Pion noir sur case blanche f7 · Pion noir sur case noire g7 · Pion noir sur case blanche h7 · Pion blanc sur case noire e5 · Fou noir sur case noire b4 · Pion blanc sur case blanche c4 · Pion noir sur case noire e3 · Pion blanc sur case blanche a2 · Pion blanc sur case noire b2 · Fou blanc sur case noire d2 · Pion blanc sur case noire f2 · Pion blanc sur case blanche g2 · Pion blanc sur case noire h2 · Tour blanche sur case noire a1 · Cavalier blanc sur case blanche b1 · Dame blanche sur case blanche d1 · Roi blanc sur case noire e1 · Fou blanc sur case blanche f1 · Cavalier blanc sur case noire g1 · Tour blanche sur case blanche h1 | Tour noire sur case blanche a8 · Cavalier noir sur case noire b8 · Fou noir sur case blanche c8 · Dame noire sur case noire d8 · Roi noir sur case blanche e8 · Cavalier noir sur case blanche g8 · Tour noire sur case noire h8 · Pion noir sur case noire a7 · Pion noir sur case blanche b7 · Pion noir sur case noire c7 · Pion noir sur case blanche f7 · Pion noir sur case noire g7 · Pion noir sur case blanche h7 · Pion blanc sur case noire e5 · Fou noir sur case noire b4 · Pion blanc sur case blanche c4 · Pion noir sur case noire e3 · Pion blanc sur case blanche a2 · Pion blanc sur case noire b2 · Fou blanc sur case noire d2 · Pion blanc sur case noire f2 · Pion blanc sur case blanche g2 · Pion blanc sur case noire h2 · Tour blanche sur case noire a1 · Cavalier blanc sur case blanche b1 · Dame blanche sur case blanche d1 · Roi blanc sur case noire e1 · Fou blanc sur case blanche f1 · Cavalier blanc sur case noire g1 · Tour blanche sur case blanche h1 | 1 |
|   | a | b | c | d | e | f | g | h |   |

Aux échecs, le piège de Lasker est une sous-variante du contre-gambit Albin (1.d4 d5 2. c4 e5). Il est l'une des rares instances d'une sous- promotion pratique dans la phase d'ouverture (dans ce piège la promotion en Cavalier a lieu sur le 7e coup des noirs).
Le piège de Lasker s’obtient après les coups : 
1.  d4 d5  2.  c4 e5 (le contre-gambit Albin) 
3. dxe5 d4 4. e3? meilleur est 4. Cf3
4...  Fb4+ 5. Fd2 dxe3!  ce coup initie le piège (voir premier diagramme)

## Analyse
6. Fxb4? (la meilleure option des Blancs selon l’Encyclopédie des ouvertures d'échecs est 6. fxe3)
6... exf2+ 7. Re2 (7. Rxf2 Dxd1)
|   | a | b | c | d | e | f | g | h |   |
| 8 | Tour noire sur case blanche a8 · Cavalier noir sur case noire b8 · Fou noir sur case blanche c8 · Dame noire sur case noire d8 · Roi noir sur case blanche e8 · Cavalier noir sur case blanche g8 · Tour noire sur case noire h8 · Pion noir sur case noire a7 · Pion noir sur case blanche b7 · Pion noir sur case noire c7 · Pion noir sur case blanche f7 · Pion noir sur case noire g7 · Pion noir sur case blanche h7 · Pion blanc sur case noire e5 · Fou blanc sur case noire b4 · Pion blanc sur case blanche c4 · Pion blanc sur case blanche a2 · Pion blanc sur case noire b2 · Roi blanc sur case blanche e2 · Pion blanc sur case blanche g2 · Pion blanc sur case noire h2 · Tour blanche sur case noire a1 · Cavalier blanc sur case blanche b1 · Dame blanche sur case blanche d1 · Fou blanc sur case blanche f1 · Cavalier noir sur case noire g1 · Tour blanche sur case blanche h1 | Tour noire sur case blanche a8 · Cavalier noir sur case noire b8 · Fou noir sur case blanche c8 · Dame noire sur case noire d8 · Roi noir sur case blanche e8 · Cavalier noir sur case blanche g8 · Tour noire sur case noire h8 · Pion noir sur case noire a7 · Pion noir sur case blanche b7 · Pion noir sur case noire c7 · Pion noir sur case blanche f7 · Pion noir sur case noire g7 · Pion noir sur case blanche h7 · Pion blanc sur case noire e5 · Fou blanc sur case noire b4 · Pion blanc sur case blanche c4 · Pion blanc sur case blanche a2 · Pion blanc sur case noire b2 · Roi blanc sur case blanche e2 · Pion blanc sur case blanche g2 · Pion blanc sur case noire h2 · Tour blanche sur case noire a1 · Cavalier blanc sur case blanche b1 · Dame blanche sur case blanche d1 · Fou blanc sur case blanche f1 · Cavalier noir sur case noire g1 · Tour blanche sur case blanche h1 | Tour noire sur case blanche a8 · Cavalier noir sur case noire b8 · Fou noir sur case blanche c8 · Dame noire sur case noire d8 · Roi noir sur case blanche e8 · Cavalier noir sur case blanche g8 · Tour noire sur case noire h8 · Pion noir sur case noire a7 · Pion noir sur case blanche b7 · Pion noir sur case noire c7 · Pion noir sur case blanche f7 · Pion noir sur case noire g7 · Pion noir sur case blanche h7 · Pion blanc sur case noire e5 · Fou blanc sur case noire b4 · Pion blanc sur case blanche c4 · Pion blanc sur case blanche a2 · Pion blanc sur case noire b2 · Roi blanc sur case blanche e2 · Pion blanc sur case blanche g2 · Pion blanc sur case noire h2 · Tour blanche sur case noire a1 · Cavalier blanc sur case blanche b1 · Dame blanche sur case blanche d1 · Fou blanc sur case blanche f1 · Cavalier noir sur case noire g1 · Tour blanche sur case blanche h1 | Tour noire sur case blanche a8 · Cavalier noir sur case noire b8 · Fou noir sur case blanche c8 · Dame noire sur case noire d8 · Roi noir sur case blanche e8 · Cavalier noir sur case blanche g8 · Tour noire sur case noire h8 · Pion noir sur case noire a7 · Pion noir sur case blanche b7 · Pion noir sur case noire c7 · Pion noir sur case blanche f7 · Pion noir sur case noire g7 · Pion noir sur case blanche h7 · Pion blanc sur case noire e5 · Fou blanc sur case noire b4 · Pion blanc sur case blanche c4 · Pion blanc sur case blanche a2 · Pion blanc sur case noire b2 · Roi blanc sur case blanche e2 · Pion blanc sur case blanche g2 · Pion blanc sur case noire h2 · Tour blanche sur case noire a1 · Cavalier blanc sur case blanche b1 · Dame blanche sur case blanche d1 · Fou blanc sur case blanche f1 · Cavalier noir sur case noire g1 · Tour blanche sur case blanche h1 | Tour noire sur case blanche a8 · Cavalier noir sur case noire b8 · Fou noir sur case blanche c8 · Dame noire sur case noire d8 · Roi noir sur case blanche e8 · Cavalier noir sur case blanche g8 · Tour noire sur case noire h8 · Pion noir sur case noire a7 · Pion noir sur case blanche b7 · Pion noir sur case noire c7 · Pion noir sur case blanche f7 · Pion noir sur case noire g7 · Pion noir sur case blanche h7 · Pion blanc sur case noire e5 · Fou blanc sur case noire b4 · Pion blanc sur case blanche c4 · Pion blanc sur case blanche a2 · Pion blanc sur case noire b2 · Roi blanc sur case blanche e2 · Pion blanc sur case blanche g2 · Pion blanc sur case noire h2 · Tour blanche sur case noire a1 · Cavalier blanc sur case blanche b1 · Dame blanche sur case blanche d1 · Fou blanc sur case blanche f1 · Cavalier noir sur case noire g1 · Tour blanche sur case blanche h1 | Tour noire sur case blanche a8 · Cavalier noir sur case noire b8 · Fou noir sur case blanche c8 · Dame noire sur case noire d8 · Roi noir sur case blanche e8 · Cavalier noir sur case blanche g8 · Tour noire sur case noire h8 · Pion noir sur case noire a7 · Pion noir sur case blanche b7 · Pion noir sur case noire c7 · Pion noir sur case blanche f7 · Pion noir sur case noire g7 · Pion noir sur case blanche h7 · Pion blanc sur case noire e5 · Fou blanc sur case noire b4 · Pion blanc sur case blanche c4 · Pion blanc sur case blanche a2 · Pion blanc sur case noire b2 · Roi blanc sur case blanche e2 · Pion blanc sur case blanche g2 · Pion blanc sur case noire h2 · Tour blanche sur case noire a1 · Cavalier blanc sur case blanche b1 · Dame blanche sur case blanche d1 · Fou blanc sur case blanche f1 · Cavalier noir sur case noire g1 · Tour blanche sur case blanche h1 | Tour noire sur case blanche a8 · Cavalier noir sur case noire b8 · Fou noir sur case blanche c8 · Dame noire sur case noire d8 · Roi noir sur case blanche e8 · Cavalier noir sur case blanche g8 · Tour noire sur case noire h8 · Pion noir sur case noire a7 · Pion noir sur case blanche b7 · Pion noir sur case noire c7 · Pion noir sur case blanche f7 · Pion noir sur case noire g7 · Pion noir sur case blanche h7 · Pion blanc sur case noire e5 · Fou blanc sur case noire b4 · Pion blanc sur case blanche c4 · Pion blanc sur case blanche a2 · Pion blanc sur case noire b2 · Roi blanc sur case blanche e2 · Pion blanc sur case blanche g2 · Pion blanc sur case noire h2 · Tour blanche sur case noire a1 · Cavalier blanc sur case blanche b1 · Dame blanche sur case blanche d1 · Fou blanc sur case blanche f1 · Cavalier noir sur case noire g1 · Tour blanche sur case blanche h1 | Tour noire sur case blanche a8 · Cavalier noir sur case noire b8 · Fou noir sur case blanche c8 · Dame noire sur case noire d8 · Roi noir sur case blanche e8 · Cavalier noir sur case blanche g8 · Tour noire sur case noire h8 · Pion noir sur case noire a7 · Pion noir sur case blanche b7 · Pion noir sur case noire c7 · Pion noir sur case blanche f7 · Pion noir sur case noire g7 · Pion noir sur case blanche h7 · Pion blanc sur case noire e5 · Fou blanc sur case noire b4 · Pion blanc sur case blanche c4 · Pion blanc sur case blanche a2 · Pion blanc sur case noire b2 · Roi blanc sur case blanche e2 · Pion blanc sur case blanche g2 · Pion blanc sur case noire h2 · Tour blanche sur case noire a1 · Cavalier blanc sur case blanche b1 · Dame blanche sur case blanche d1 · Fou blanc sur case blanche f1 · Cavalier noir sur case noire g1 · Tour blanche sur case blanche h1 | 8 |
| 7 | Tour noire sur case blanche a8 · Cavalier noir sur case noire b8 · Fou noir sur case blanche c8 · Dame noire sur case noire d8 · Roi noir sur case blanche e8 · Cavalier noir sur case blanche g8 · Tour noire sur case noire h8 · Pion noir sur case noire a7 · Pion noir sur case blanche b7 · Pion noir sur case noire c7 · Pion noir sur case blanche f7 · Pion noir sur case noire g7 · Pion noir sur case blanche h7 · Pion blanc sur case noire e5 · Fou blanc sur case noire b4 · Pion blanc sur case blanche c4 · Pion blanc sur case blanche a2 · Pion blanc sur case noire b2 · Roi blanc sur case blanche e2 · Pion blanc sur case blanche g2 · Pion blanc sur case noire h2 · Tour blanche sur case noire a1 · Cavalier blanc sur case blanche b1 · Dame blanche sur case blanche d1 · Fou blanc sur case blanche f1 · Cavalier noir sur case noire g1 · Tour blanche sur case blanche h1 | Tour noire sur case blanche a8 · Cavalier noir sur case noire b8 · Fou noir sur case blanche c8 · Dame noire sur case noire d8 · Roi noir sur case blanche e8 · Cavalier noir sur case blanche g8 · Tour noire sur case noire h8 · Pion noir sur case noire a7 · Pion noir sur case blanche b7 · Pion noir sur case noire c7 · Pion noir sur case blanche f7 · Pion noir sur case noire g7 · Pion noir sur case blanche h7 · Pion blanc sur case noire e5 · Fou blanc sur case noire b4 · Pion blanc sur case blanche c4 · Pion blanc sur case blanche a2 · Pion blanc sur case noire b2 · Roi blanc sur case blanche e2 · Pion blanc sur case blanche g2 · Pion blanc sur case noire h2 · Tour blanche sur case noire a1 · Cavalier blanc sur case blanche b1 · Dame blanche sur case blanche d1 · Fou blanc sur case blanche f1 · Cavalier noir sur case noire g1 · Tour blanche sur case blanche h1 | Tour noire sur case blanche a8 · Cavalier noir sur case noire b8 · Fou noir sur case blanche c8 · Dame noire sur case noire d8 · Roi noir sur case blanche e8 · Cavalier noir sur case blanche g8 · Tour noire sur case noire h8 · Pion noir sur case noire a7 · Pion noir sur case blanche b7 · Pion noir sur case noire c7 · Pion noir sur case blanche f7 · Pion noir sur case noire g7 · Pion noir sur case blanche h7 · Pion blanc sur case noire e5 · Fou blanc sur case noire b4 · Pion blanc sur case blanche c4 · Pion blanc sur case blanche a2 · Pion blanc sur case noire b2 · Roi blanc sur case blanche e2 · Pion blanc sur case blanche g2 · Pion blanc sur case noire h2 · Tour blanche sur case noire a1 · Cavalier blanc sur case blanche b1 · Dame blanche sur case blanche d1 · Fou blanc sur case blanche f1 · Cavalier noir sur case noire g1 · Tour blanche sur case blanche h1 | Tour noire sur case blanche a8 · Cavalier noir sur case noire b8 · Fou noir sur case blanche c8 · Dame noire sur case noire d8 · Roi noir sur case blanche e8 · Cavalier noir sur case blanche g8 · Tour noire sur case noire h8 · Pion noir sur case noire a7 · Pion noir sur case blanche b7 · Pion noir sur case noire c7 · Pion noir sur case blanche f7 · Pion noir sur case noire g7 · Pion noir sur case blanche h7 · Pion blanc sur case noire e5 · Fou blanc sur case noire b4 · Pion blanc sur case blanche c4 · Pion blanc sur case blanche a2 · Pion blanc sur case noire b2 · Roi blanc sur case blanche e2 · Pion blanc sur case blanche g2 · Pion blanc sur case noire h2 · Tour blanche sur case noire a1 · Cavalier blanc sur case blanche b1 · Dame blanche sur case blanche d1 · Fou blanc sur case blanche f1 · Cavalier noir sur case noire g1 · Tour blanche sur case blanche h1 | Tour noire sur case blanche a8 · Cavalier noir sur case noire b8 · Fou noir sur case blanche c8 · Dame noire sur case noire d8 · Roi noir sur case blanche e8 · Cavalier noir sur case blanche g8 · Tour noire sur case noire h8 · Pion noir sur case noire a7 · Pion noir sur case blanche b7 · Pion noir sur case noire c7 · Pion noir sur case blanche f7 · Pion noir sur case noire g7 · Pion noir sur case blanche h7 · Pion blanc sur case noire e5 · Fou blanc sur case noire b4 · Pion blanc sur case blanche c4 · Pion blanc sur case blanche a2 · Pion blanc sur case noire b2 · Roi blanc sur case blanche e2 · Pion blanc sur case blanche g2 · Pion blanc sur case noire h2 · Tour blanche sur case noire a1 · Cavalier blanc sur case blanche b1 · Dame blanche sur case blanche d1 · Fou blanc sur case blanche f1 · Cavalier noir sur case noire g1 · Tour blanche sur case blanche h1 | Tour noire sur case blanche a8 · Cavalier noir sur case noire b8 · Fou noir sur case blanche c8 · Dame noire sur case noire d8 · Roi noir sur case blanche e8 · Cavalier noir sur case blanche g8 · Tour noire sur case noire h8 · Pion noir sur case noire a7 · Pion noir sur case blanche b7 · Pion noir sur case noire c7 · Pion noir sur case blanche f7 · Pion noir sur case noire g7 · Pion noir sur case blanche h7 · Pion blanc sur case noire e5 · Fou blanc sur case noire b4 · Pion blanc sur case blanche c4 · Pion blanc sur case blanche a2 · Pion blanc sur case noire b2 · Roi blanc sur case blanche e2 · Pion blanc sur case blanche g2 · Pion blanc sur case noire h2 · Tour blanche sur case noire a1 · Cavalier blanc sur case blanche b1 · Dame blanche sur case blanche d1 · Fou blanc sur case blanche f1 · Cavalier noir sur case noire g1 · Tour blanche sur case blanche h1 | Tour noire sur case blanche a8 · Cavalier noir sur case noire b8 · Fou noir sur case blanche c8 · Dame noire sur case noire d8 · Roi noir sur case blanche e8 · Cavalier noir sur case blanche g8 · Tour noire sur case noire h8 · Pion noir sur case noire a7 · Pion noir sur case blanche b7 · Pion noir sur case noire c7 · Pion noir sur case blanche f7 · Pion noir sur case noire g7 · Pion noir sur case blanche h7 · Pion blanc sur case noire e5 · Fou blanc sur case noire b4 · Pion blanc sur case blanche c4 · Pion blanc sur case blanche a2 · Pion blanc sur case noire b2 · Roi blanc sur case blanche e2 · Pion blanc sur case blanche g2 · Pion blanc sur case noire h2 · Tour blanche sur case noire a1 · Cavalier blanc sur case blanche b1 · Dame blanche sur case blanche d1 · Fou blanc sur case blanche f1 · Cavalier noir sur case noire g1 · Tour blanche sur case blanche h1 | Tour noire sur case blanche a8 · Cavalier noir sur case noire b8 · Fou noir sur case blanche c8 · Dame noire sur case noire d8 · Roi noir sur case blanche e8 · Cavalier noir sur case blanche g8 · Tour noire sur case noire h8 · Pion noir sur case noire a7 · Pion noir sur case blanche b7 · Pion noir sur case noire c7 · Pion noir sur case blanche f7 · Pion noir sur case noire g7 · Pion noir sur case blanche h7 · Pion blanc sur case noire e5 · Fou blanc sur case noire b4 · Pion blanc sur case blanche c4 · Pion blanc sur case blanche a2 · Pion blanc sur case noire b2 · Roi blanc sur case blanche e2 · Pion blanc sur case blanche g2 · Pion blanc sur case noire h2 · Tour blanche sur case noire a1 · Cavalier blanc sur case blanche b1 · Dame blanche sur case blanche d1 · Fou blanc sur case blanche f1 · Cavalier noir sur case noire g1 · Tour blanche sur case blanche h1 | 7 |
| 6 | Tour noire sur case blanche a8 · Cavalier noir sur case noire b8 · Fou noir sur case blanche c8 · Dame noire sur case noire d8 · Roi noir sur case blanche e8 · Cavalier noir sur case blanche g8 · Tour noire sur case noire h8 · Pion noir sur case noire a7 · Pion noir sur case blanche b7 · Pion noir sur case noire c7 · Pion noir sur case blanche f7 · Pion noir sur case noire g7 · Pion noir sur case blanche h7 · Pion blanc sur case noire e5 · Fou blanc sur case noire b4 · Pion blanc sur case blanche c4 · Pion blanc sur case blanche a2 · Pion blanc sur case noire b2 · Roi blanc sur case blanche e2 · Pion blanc sur case blanche g2 · Pion blanc sur case noire h2 · Tour blanche sur case noire a1 · Cavalier blanc sur case blanche b1 · Dame blanche sur case blanche d1 · Fou blanc sur case blanche f1 · Cavalier noir sur case noire g1 · Tour blanche sur case blanche h1 | Tour noire sur case blanche a8 · Cavalier noir sur case noire b8 · Fou noir sur case blanche c8 · Dame noire sur case noire d8 · Roi noir sur case blanche e8 · Cavalier noir sur case blanche g8 · Tour noire sur case noire h8 · Pion noir sur case noire a7 · Pion noir sur case blanche b7 · Pion noir sur case noire c7 · Pion noir sur case blanche f7 · Pion noir sur case noire g7 · Pion noir sur case blanche h7 · Pion blanc sur case noire e5 · Fou blanc sur case noire b4 · Pion blanc sur case blanche c4 · Pion blanc sur case blanche a2 · Pion blanc sur case noire b2 · Roi blanc sur case blanche e2 · Pion blanc sur case blanche g2 · Pion blanc sur case noire h2 · Tour blanche sur case noire a1 · Cavalier blanc sur case blanche b1 · Dame blanche sur case blanche d1 · Fou blanc sur case blanche f1 · Cavalier noir sur case noire g1 · Tour blanche sur case blanche h1 | Tour noire sur case blanche a8 · Cavalier noir sur case noire b8 · Fou noir sur case blanche c8 · Dame noire sur case noire d8 · Roi noir sur case blanche e8 · Cavalier noir sur case blanche g8 · Tour noire sur case noire h8 · Pion noir sur case noire a7 · Pion noir sur case blanche b7 · Pion noir sur case noire c7 · Pion noir sur case blanche f7 · Pion noir sur case noire g7 · Pion noir sur case blanche h7 · Pion blanc sur case noire e5 · Fou blanc sur case noire b4 · Pion blanc sur case blanche c4 · Pion blanc sur case blanche a2 · Pion blanc sur case noire b2 · Roi blanc sur case blanche e2 · Pion blanc sur case blanche g2 · Pion blanc sur case noire h2 · Tour blanche sur case noire a1 · Cavalier blanc sur case blanche b1 · Dame blanche sur case blanche d1 · Fou blanc sur case blanche f1 · Cavalier noir sur case noire g1 · Tour blanche sur case blanche h1 | Tour noire sur case blanche a8 · Cavalier noir sur case noire b8 · Fou noir sur case blanche c8 · Dame noire sur case noire d8 · Roi noir sur case blanche e8 · Cavalier noir sur case blanche g8 · Tour noire sur case noire h8 · Pion noir sur case noire a7 · Pion noir sur case blanche b7 · Pion noir sur case noire c7 · Pion noir sur case blanche f7 · Pion noir sur case noire g7 · Pion noir sur case blanche h7 · Pion blanc sur case noire e5 · Fou blanc sur case noire b4 · Pion blanc sur case blanche c4 · Pion blanc sur case blanche a2 · Pion blanc sur case noire b2 · Roi blanc sur case blanche e2 · Pion blanc sur case blanche g2 · Pion blanc sur case noire h2 · Tour blanche sur case noire a1 · Cavalier blanc sur case blanche b1 · Dame blanche sur case blanche d1 · Fou blanc sur case blanche f1 · Cavalier noir sur case noire g1 · Tour blanche sur case blanche h1 | Tour noire sur case blanche a8 · Cavalier noir sur case noire b8 · Fou noir sur case blanche c8 · Dame noire sur case noire d8 · Roi noir sur case blanche e8 · Cavalier noir sur case blanche g8 · Tour noire sur case noire h8 · Pion noir sur case noire a7 · Pion noir sur case blanche b7 · Pion noir sur case noire c7 · Pion noir sur case blanche f7 · Pion noir sur case noire g7 · Pion noir sur case blanche h7 · Pion blanc sur case noire e5 · Fou blanc sur case noire b4 · Pion blanc sur case blanche c4 · Pion blanc sur case blanche a2 · Pion blanc sur case noire b2 · Roi blanc sur case blanche e2 · Pion blanc sur case blanche g2 · Pion blanc sur case noire h2 · Tour blanche sur case noire a1 · Cavalier blanc sur case blanche b1 · Dame blanche sur case blanche d1 · Fou blanc sur case blanche f1 · Cavalier noir sur case noire g1 · Tour blanche sur case blanche h1 | Tour noire sur case blanche a8 · Cavalier noir sur case noire b8 · Fou noir sur case blanche c8 · Dame noire sur case noire d8 · Roi noir sur case blanche e8 · Cavalier noir sur case blanche g8 · Tour noire sur case noire h8 · Pion noir sur case noire a7 · Pion noir sur case blanche b7 · Pion noir sur case noire c7 · Pion noir sur case blanche f7 · Pion noir sur case noire g7 · Pion noir sur case blanche h7 · Pion blanc sur case noire e5 · Fou blanc sur case noire b4 · Pion blanc sur case blanche c4 · Pion blanc sur case blanche a2 · Pion blanc sur case noire b2 · Roi blanc sur case blanche e2 · Pion blanc sur case blanche g2 · Pion blanc sur case noire h2 · Tour blanche sur case noire a1 · Cavalier blanc sur case blanche b1 · Dame blanche sur case blanche d1 · Fou blanc sur case blanche f1 · Cavalier noir sur case noire g1 · Tour blanche sur case blanche h1 | Tour noire sur case blanche a8 · Cavalier noir sur case noire b8 · Fou noir sur case blanche c8 · Dame noire sur case noire d8 · Roi noir sur case blanche e8 · Cavalier noir sur case blanche g8 · Tour noire sur case noire h8 · Pion noir sur case noire a7 · Pion noir sur case blanche b7 · Pion noir sur case noire c7 · Pion noir sur case blanche f7 · Pion noir sur case noire g7 · Pion noir sur case blanche h7 · Pion blanc sur case noire e5 · Fou blanc sur case noire b4 · Pion blanc sur case blanche c4 · Pion blanc sur case blanche a2 · Pion blanc sur case noire b2 · Roi blanc sur case blanche e2 · Pion blanc sur case blanche g2 · Pion blanc sur case noire h2 · Tour blanche sur case noire a1 · Cavalier blanc sur case blanche b1 · Dame blanche sur case blanche d1 · Fou blanc sur case blanche f1 · Cavalier noir sur case noire g1 · Tour blanche sur case blanche h1 | Tour noire sur case blanche a8 · Cavalier noir sur case noire b8 · Fou noir sur case blanche c8 · Dame noire sur case noire d8 · Roi noir sur case blanche e8 · Cavalier noir sur case blanche g8 · Tour noire sur case noire h8 · Pion noir sur case noire a7 · Pion noir sur case blanche b7 · Pion noir sur case noire c7 · Pion noir sur case blanche f7 · Pion noir sur case noire g7 · Pion noir sur case blanche h7 · Pion blanc sur case noire e5 · Fou blanc sur case noire b4 · Pion blanc sur case blanche c4 · Pion blanc sur case blanche a2 · Pion blanc sur case noire b2 · Roi blanc sur case blanche e2 · Pion blanc sur case blanche g2 · Pion blanc sur case noire h2 · Tour blanche sur case noire a1 · Cavalier blanc sur case blanche b1 · Dame blanche sur case blanche d1 · Fou blanc sur case blanche f1 · Cavalier noir sur case noire g1 · Tour blanche sur case blanche h1 | 6 |
| 5 | Tour noire sur case blanche a8 · Cavalier noir sur case noire b8 · Fou noir sur case blanche c8 · Dame noire sur case noire d8 · Roi noir sur case blanche e8 · Cavalier noir sur case blanche g8 · Tour noire sur case noire h8 · Pion noir sur case noire a7 · Pion noir sur case blanche b7 · Pion noir sur case noire c7 · Pion noir sur case blanche f7 · Pion noir sur case noire g7 · Pion noir sur case blanche h7 · Pion blanc sur case noire e5 · Fou blanc sur case noire b4 · Pion blanc sur case blanche c4 · Pion blanc sur case blanche a2 · Pion blanc sur case noire b2 · Roi blanc sur case blanche e2 · Pion blanc sur case blanche g2 · Pion blanc sur case noire h2 · Tour blanche sur case noire a1 · Cavalier blanc sur case blanche b1 · Dame blanche sur case blanche d1 · Fou blanc sur case blanche f1 · Cavalier noir sur case noire g1 · Tour blanche sur case blanche h1 | Tour noire sur case blanche a8 · Cavalier noir sur case noire b8 · Fou noir sur case blanche c8 · Dame noire sur case noire d8 · Roi noir sur case blanche e8 · Cavalier noir sur case blanche g8 · Tour noire sur case noire h8 · Pion noir sur case noire a7 · Pion noir sur case blanche b7 · Pion noir sur case noire c7 · Pion noir sur case blanche f7 · Pion noir sur case noire g7 · Pion noir sur case blanche h7 · Pion blanc sur case noire e5 · Fou blanc sur case noire b4 · Pion blanc sur case blanche c4 · Pion blanc sur case blanche a2 · Pion blanc sur case noire b2 · Roi blanc sur case blanche e2 · Pion blanc sur case blanche g2 · Pion blanc sur case noire h2 · Tour blanche sur case noire a1 · Cavalier blanc sur case blanche b1 · Dame blanche sur case blanche d1 · Fou blanc sur case blanche f1 · Cavalier noir sur case noire g1 · Tour blanche sur case blanche h1 | Tour noire sur case blanche a8 · Cavalier noir sur case noire b8 · Fou noir sur case blanche c8 · Dame noire sur case noire d8 · Roi noir sur case blanche e8 · Cavalier noir sur case blanche g8 · Tour noire sur case noire h8 · Pion noir sur case noire a7 · Pion noir sur case blanche b7 · Pion noir sur case noire c7 · Pion noir sur case blanche f7 · Pion noir sur case noire g7 · Pion noir sur case blanche h7 · Pion blanc sur case noire e5 · Fou blanc sur case noire b4 · Pion blanc sur case blanche c4 · Pion blanc sur case blanche a2 · Pion blanc sur case noire b2 · Roi blanc sur case blanche e2 · Pion blanc sur case blanche g2 · Pion blanc sur case noire h2 · Tour blanche sur case noire a1 · Cavalier blanc sur case blanche b1 · Dame blanche sur case blanche d1 · Fou blanc sur case blanche f1 · Cavalier noir sur case noire g1 · Tour blanche sur case blanche h1 | Tour noire sur case blanche a8 · Cavalier noir sur case noire b8 · Fou noir sur case blanche c8 · Dame noire sur case noire d8 · Roi noir sur case blanche e8 · Cavalier noir sur case blanche g8 · Tour noire sur case noire h8 · Pion noir sur case noire a7 · Pion noir sur case blanche b7 · Pion noir sur case noire c7 · Pion noir sur case blanche f7 · Pion noir sur case noire g7 · Pion noir sur case blanche h7 · Pion blanc sur case noire e5 · Fou blanc sur case noire b4 · Pion blanc sur case blanche c4 · Pion blanc sur case blanche a2 · Pion blanc sur case noire b2 · Roi blanc sur case blanche e2 · Pion blanc sur case blanche g2 · Pion blanc sur case noire h2 · Tour blanche sur case noire a1 · Cavalier blanc sur case blanche b1 · Dame blanche sur case blanche d1 · Fou blanc sur case blanche f1 · Cavalier noir sur case noire g1 · Tour blanche sur case blanche h1 | Tour noire sur case blanche a8 · Cavalier noir sur case noire b8 · Fou noir sur case blanche c8 · Dame noire sur case noire d8 · Roi noir sur case blanche e8 · Cavalier noir sur case blanche g8 · Tour noire sur case noire h8 · Pion noir sur case noire a7 · Pion noir sur case blanche b7 · Pion noir sur case noire c7 · Pion noir sur case blanche f7 · Pion noir sur case noire g7 · Pion noir sur case blanche h7 · Pion blanc sur case noire e5 · Fou blanc sur case noire b4 · Pion blanc sur case blanche c4 · Pion blanc sur case blanche a2 · Pion blanc sur case noire b2 · Roi blanc sur case blanche e2 · Pion blanc sur case blanche g2 · Pion blanc sur case noire h2 · Tour blanche sur case noire a1 · Cavalier blanc sur case blanche b1 · Dame blanche sur case blanche d1 · Fou blanc sur case blanche f1 · Cavalier noir sur case noire g1 · Tour blanche sur case blanche h1 | Tour noire sur case blanche a8 · Cavalier noir sur case noire b8 · Fou noir sur case blanche c8 · Dame noire sur case noire d8 · Roi noir sur case blanche e8 · Cavalier noir sur case blanche g8 · Tour noire sur case noire h8 · Pion noir sur case noire a7 · Pion noir sur case blanche b7 · Pion noir sur case noire c7 · Pion noir sur case blanche f7 · Pion noir sur case noire g7 · Pion noir sur case blanche h7 · Pion blanc sur case noire e5 · Fou blanc sur case noire b4 · Pion blanc sur case blanche c4 · Pion blanc sur case blanche a2 · Pion blanc sur case noire b2 · Roi blanc sur case blanche e2 · Pion blanc sur case blanche g2 · Pion blanc sur case noire h2 · Tour blanche sur case noire a1 · Cavalier blanc sur case blanche b1 · Dame blanche sur case blanche d1 · Fou blanc sur case blanche f1 · Cavalier noir sur case noire g1 · Tour blanche sur case blanche h1 | Tour noire sur case blanche a8 · Cavalier noir sur case noire b8 · Fou noir sur case blanche c8 · Dame noire sur case noire d8 · Roi noir sur case blanche e8 · Cavalier noir sur case blanche g8 · Tour noire sur case noire h8 · Pion noir sur case noire a7 · Pion noir sur case blanche b7 · Pion noir sur case noire c7 · Pion noir sur case blanche f7 · Pion noir sur case noire g7 · Pion noir sur case blanche h7 · Pion blanc sur case noire e5 · Fou blanc sur case noire b4 · Pion blanc sur case blanche c4 · Pion blanc sur case blanche a2 · Pion blanc sur case noire b2 · Roi blanc sur case blanche e2 · Pion blanc sur case blanche g2 · Pion blanc sur case noire h2 · Tour blanche sur case noire a1 · Cavalier blanc sur case blanche b1 · Dame blanche sur case blanche d1 · Fou blanc sur case blanche f1 · Cavalier noir sur case noire g1 · Tour blanche sur case blanche h1 | Tour noire sur case blanche a8 · Cavalier noir sur case noire b8 · Fou noir sur case blanche c8 · Dame noire sur case noire d8 · Roi noir sur case blanche e8 · Cavalier noir sur case blanche g8 · Tour noire sur case noire h8 · Pion noir sur case noire a7 · Pion noir sur case blanche b7 · Pion noir sur case noire c7 · Pion noir sur case blanche f7 · Pion noir sur case noire g7 · Pion noir sur case blanche h7 · Pion blanc sur case noire e5 · Fou blanc sur case noire b4 · Pion blanc sur case blanche c4 · Pion blanc sur case blanche a2 · Pion blanc sur case noire b2 · Roi blanc sur case blanche e2 · Pion blanc sur case blanche g2 · Pion blanc sur case noire h2 · Tour blanche sur case noire a1 · Cavalier blanc sur case blanche b1 · Dame blanche sur case blanche d1 · Fou blanc sur case blanche f1 · Cavalier noir sur case noire g1 · Tour blanche sur case blanche h1 | 5 |
| 4 | Tour noire sur case blanche a8 · Cavalier noir sur case noire b8 · Fou noir sur case blanche c8 · Dame noire sur case noire d8 · Roi noir sur case blanche e8 · Cavalier noir sur case blanche g8 · Tour noire sur case noire h8 · Pion noir sur case noire a7 · Pion noir sur case blanche b7 · Pion noir sur case noire c7 · Pion noir sur case blanche f7 · Pion noir sur case noire g7 · Pion noir sur case blanche h7 · Pion blanc sur case noire e5 · Fou blanc sur case noire b4 · Pion blanc sur case blanche c4 · Pion blanc sur case blanche a2 · Pion blanc sur case noire b2 · Roi blanc sur case blanche e2 · Pion blanc sur case blanche g2 · Pion blanc sur case noire h2 · Tour blanche sur case noire a1 · Cavalier blanc sur case blanche b1 · Dame blanche sur case blanche d1 · Fou blanc sur case blanche f1 · Cavalier noir sur case noire g1 · Tour blanche sur case blanche h1 | Tour noire sur case blanche a8 · Cavalier noir sur case noire b8 · Fou noir sur case blanche c8 · Dame noire sur case noire d8 · Roi noir sur case blanche e8 · Cavalier noir sur case blanche g8 · Tour noire sur case noire h8 · Pion noir sur case noire a7 · Pion noir sur case blanche b7 · Pion noir sur case noire c7 · Pion noir sur case blanche f7 · Pion noir sur case noire g7 · Pion noir sur case blanche h7 · Pion blanc sur case noire e5 · Fou blanc sur case noire b4 · Pion blanc sur case blanche c4 · Pion blanc sur case blanche a2 · Pion blanc sur case noire b2 · Roi blanc sur case blanche e2 · Pion blanc sur case blanche g2 · Pion blanc sur case noire h2 · Tour blanche sur case noire a1 · Cavalier blanc sur case blanche b1 · Dame blanche sur case blanche d1 · Fou blanc sur case blanche f1 · Cavalier noir sur case noire g1 · Tour blanche sur case blanche h1 | Tour noire sur case blanche a8 · Cavalier noir sur case noire b8 · Fou noir sur case blanche c8 · Dame noire sur case noire d8 · Roi noir sur case blanche e8 · Cavalier noir sur case blanche g8 · Tour noire sur case noire h8 · Pion noir sur case noire a7 · Pion noir sur case blanche b7 · Pion noir sur case noire c7 · Pion noir sur case blanche f7 · Pion noir sur case noire g7 · Pion noir sur case blanche h7 · Pion blanc sur case noire e5 · Fou blanc sur case noire b4 · Pion blanc sur case blanche c4 · Pion blanc sur case blanche a2 · Pion blanc sur case noire b2 · Roi blanc sur case blanche e2 · Pion blanc sur case blanche g2 · Pion blanc sur case noire h2 · Tour blanche sur case noire a1 · Cavalier blanc sur case blanche b1 · Dame blanche sur case blanche d1 · Fou blanc sur case blanche f1 · Cavalier noir sur case noire g1 · Tour blanche sur case blanche h1 | Tour noire sur case blanche a8 · Cavalier noir sur case noire b8 · Fou noir sur case blanche c8 · Dame noire sur case noire d8 · Roi noir sur case blanche e8 · Cavalier noir sur case blanche g8 · Tour noire sur case noire h8 · Pion noir sur case noire a7 · Pion noir sur case blanche b7 · Pion noir sur case noire c7 · Pion noir sur case blanche f7 · Pion noir sur case noire g7 · Pion noir sur case blanche h7 · Pion blanc sur case noire e5 · Fou blanc sur case noire b4 · Pion blanc sur case blanche c4 · Pion blanc sur case blanche a2 · Pion blanc sur case noire b2 · Roi blanc sur case blanche e2 · Pion blanc sur case blanche g2 · Pion blanc sur case noire h2 · Tour blanche sur case noire a1 · Cavalier blanc sur case blanche b1 · Dame blanche sur case blanche d1 · Fou blanc sur case blanche f1 · Cavalier noir sur case noire g1 · Tour blanche sur case blanche h1 | Tour noire sur case blanche a8 · Cavalier noir sur case noire b8 · Fou noir sur case blanche c8 · Dame noire sur case noire d8 · Roi noir sur case blanche e8 · Cavalier noir sur case blanche g8 · Tour noire sur case noire h8 · Pion noir sur case noire a7 · Pion noir sur case blanche b7 · Pion noir sur case noire c7 · Pion noir sur case blanche f7 · Pion noir sur case noire g7 · Pion noir sur case blanche h7 · Pion blanc sur case noire e5 · Fou blanc sur case noire b4 · Pion blanc sur case blanche c4 · Pion blanc sur case blanche a2 · Pion blanc sur case noire b2 · Roi blanc sur case blanche e2 · Pion blanc sur case blanche g2 · Pion blanc sur case noire h2 · Tour blanche sur case noire a1 · Cavalier blanc sur case blanche b1 · Dame blanche sur case blanche d1 · Fou blanc sur case blanche f1 · Cavalier noir sur case noire g1 · Tour blanche sur case blanche h1 | Tour noire sur case blanche a8 · Cavalier noir sur case noire b8 · Fou noir sur case blanche c8 · Dame noire sur case noire d8 · Roi noir sur case blanche e8 · Cavalier noir sur case blanche g8 · Tour noire sur case noire h8 · Pion noir sur case noire a7 · Pion noir sur case blanche b7 · Pion noir sur case noire c7 · Pion noir sur case blanche f7 · Pion noir sur case noire g7 · Pion noir sur case blanche h7 · Pion blanc sur case noire e5 · Fou blanc sur case noire b4 · Pion blanc sur case blanche c4 · Pion blanc sur case blanche a2 · Pion blanc sur case noire b2 · Roi blanc sur case blanche e2 · Pion blanc sur case blanche g2 · Pion blanc sur case noire h2 · Tour blanche sur case noire a1 · Cavalier blanc sur case blanche b1 · Dame blanche sur case blanche d1 · Fou blanc sur case blanche f1 · Cavalier noir sur case noire g1 · Tour blanche sur case blanche h1 | Tour noire sur case blanche a8 · Cavalier noir sur case noire b8 · Fou noir sur case blanche c8 · Dame noire sur case noire d8 · Roi noir sur case blanche e8 · Cavalier noir sur case blanche g8 · Tour noire sur case noire h8 · Pion noir sur case noire a7 · Pion noir sur case blanche b7 · Pion noir sur case noire c7 · Pion noir sur case blanche f7 · Pion noir sur case noire g7 · Pion noir sur case blanche h7 · Pion blanc sur case noire e5 · Fou blanc sur case noire b4 · Pion blanc sur case blanche c4 · Pion blanc sur case blanche a2 · Pion blanc sur case noire b2 · Roi blanc sur case blanche e2 · Pion blanc sur case blanche g2 · Pion blanc sur case noire h2 · Tour blanche sur case noire a1 · Cavalier blanc sur case blanche b1 · Dame blanche sur case blanche d1 · Fou blanc sur case blanche f1 · Cavalier noir sur case noire g1 · Tour blanche sur case blanche h1 | Tour noire sur case blanche a8 · Cavalier noir sur case noire b8 · Fou noir sur case blanche c8 · Dame noire sur case noire d8 · Roi noir sur case blanche e8 · Cavalier noir sur case blanche g8 · Tour noire sur case noire h8 · Pion noir sur case noire a7 · Pion noir sur case blanche b7 · Pion noir sur case noire c7 · Pion noir sur case blanche f7 · Pion noir sur case noire g7 · Pion noir sur case blanche h7 · Pion blanc sur case noire e5 · Fou blanc sur case noire b4 · Pion blanc sur case blanche c4 · Pion blanc sur case blanche a2 · Pion blanc sur case noire b2 · Roi blanc sur case blanche e2 · Pion blanc sur case blanche g2 · Pion blanc sur case noire h2 · Tour blanche sur case noire a1 · Cavalier blanc sur case blanche b1 · Dame blanche sur case blanche d1 · Fou blanc sur case blanche f1 · Cavalier noir sur case noire g1 · Tour blanche sur case blanche h1 | 4 |
| 3 | Tour noire sur case blanche a8 · Cavalier noir sur case noire b8 · Fou noir sur case blanche c8 · Dame noire sur case noire d8 · Roi noir sur case blanche e8 · Cavalier noir sur case blanche g8 · Tour noire sur case noire h8 · Pion noir sur case noire a7 · Pion noir sur case blanche b7 · Pion noir sur case noire c7 · Pion noir sur case blanche f7 · Pion noir sur case noire g7 · Pion noir sur case blanche h7 · Pion blanc sur case noire e5 · Fou blanc sur case noire b4 · Pion blanc sur case blanche c4 · Pion blanc sur case blanche a2 · Pion blanc sur case noire b2 · Roi blanc sur case blanche e2 · Pion blanc sur case blanche g2 · Pion blanc sur case noire h2 · Tour blanche sur case noire a1 · Cavalier blanc sur case blanche b1 · Dame blanche sur case blanche d1 · Fou blanc sur case blanche f1 · Cavalier noir sur case noire g1 · Tour blanche sur case blanche h1 | Tour noire sur case blanche a8 · Cavalier noir sur case noire b8 · Fou noir sur case blanche c8 · Dame noire sur case noire d8 · Roi noir sur case blanche e8 · Cavalier noir sur case blanche g8 · Tour noire sur case noire h8 · Pion noir sur case noire a7 · Pion noir sur case blanche b7 · Pion noir sur case noire c7 · Pion noir sur case blanche f7 · Pion noir sur case noire g7 · Pion noir sur case blanche h7 · Pion blanc sur case noire e5 · Fou blanc sur case noire b4 · Pion blanc sur case blanche c4 · Pion blanc sur case blanche a2 · Pion blanc sur case noire b2 · Roi blanc sur case blanche e2 · Pion blanc sur case blanche g2 · Pion blanc sur case noire h2 · Tour blanche sur case noire a1 · Cavalier blanc sur case blanche b1 · Dame blanche sur case blanche d1 · Fou blanc sur case blanche f1 · Cavalier noir sur case noire g1 · Tour blanche sur case blanche h1 | Tour noire sur case blanche a8 · Cavalier noir sur case noire b8 · Fou noir sur case blanche c8 · Dame noire sur case noire d8 · Roi noir sur case blanche e8 · Cavalier noir sur case blanche g8 · Tour noire sur case noire h8 · Pion noir sur case noire a7 · Pion noir sur case blanche b7 · Pion noir sur case noire c7 · Pion noir sur case blanche f7 · Pion noir sur case noire g7 · Pion noir sur case blanche h7 · Pion blanc sur case noire e5 · Fou blanc sur case noire b4 · Pion blanc sur case blanche c4 · Pion blanc sur case blanche a2 · Pion blanc sur case noire b2 · Roi blanc sur case blanche e2 · Pion blanc sur case blanche g2 · Pion blanc sur case noire h2 · Tour blanche sur case noire a1 · Cavalier blanc sur case blanche b1 · Dame blanche sur case blanche d1 · Fou blanc sur case blanche f1 · Cavalier noir sur case noire g1 · Tour blanche sur case blanche h1 | Tour noire sur case blanche a8 · Cavalier noir sur case noire b8 · Fou noir sur case blanche c8 · Dame noire sur case noire d8 · Roi noir sur case blanche e8 · Cavalier noir sur case blanche g8 · Tour noire sur case noire h8 · Pion noir sur case noire a7 · Pion noir sur case blanche b7 · Pion noir sur case noire c7 · Pion noir sur case blanche f7 · Pion noir sur case noire g7 · Pion noir sur case blanche h7 · Pion blanc sur case noire e5 · Fou blanc sur case noire b4 · Pion blanc sur case blanche c4 · Pion blanc sur case blanche a2 · Pion blanc sur case noire b2 · Roi blanc sur case blanche e2 · Pion blanc sur case blanche g2 · Pion blanc sur case noire h2 · Tour blanche sur case noire a1 · Cavalier blanc sur case blanche b1 · Dame blanche sur case blanche d1 · Fou blanc sur case blanche f1 · Cavalier noir sur case noire g1 · Tour blanche sur case blanche h1 | Tour noire sur case blanche a8 · Cavalier noir sur case noire b8 · Fou noir sur case blanche c8 · Dame noire sur case noire d8 · Roi noir sur case blanche e8 · Cavalier noir sur case blanche g8 · Tour noire sur case noire h8 · Pion noir sur case noire a7 · Pion noir sur case blanche b7 · Pion noir sur case noire c7 · Pion noir sur case blanche f7 · Pion noir sur case noire g7 · Pion noir sur case blanche h7 · Pion blanc sur case noire e5 · Fou blanc sur case noire b4 · Pion blanc sur case blanche c4 · Pion blanc sur case blanche a2 · Pion blanc sur case noire b2 · Roi blanc sur case blanche e2 · Pion blanc sur case blanche g2 · Pion blanc sur case noire h2 · Tour blanche sur case noire a1 · Cavalier blanc sur case blanche b1 · Dame blanche sur case blanche d1 · Fou blanc sur case blanche f1 · Cavalier noir sur case noire g1 · Tour blanche sur case blanche h1 | Tour noire sur case blanche a8 · Cavalier noir sur case noire b8 · Fou noir sur case blanche c8 · Dame noire sur case noire d8 · Roi noir sur case blanche e8 · Cavalier noir sur case blanche g8 · Tour noire sur case noire h8 · Pion noir sur case noire a7 · Pion noir sur case blanche b7 · Pion noir sur case noire c7 · Pion noir sur case blanche f7 · Pion noir sur case noire g7 · Pion noir sur case blanche h7 · Pion blanc sur case noire e5 · Fou blanc sur case noire b4 · Pion blanc sur case blanche c4 · Pion blanc sur case blanche a2 · Pion blanc sur case noire b2 · Roi blanc sur case blanche e2 · Pion blanc sur case blanche g2 · Pion blanc sur case noire h2 · Tour blanche sur case noire a1 · Cavalier blanc sur case blanche b1 · Dame blanche sur case blanche d1 · Fou blanc sur case blanche f1 · Cavalier noir sur case noire g1 · Tour blanche sur case blanche h1 | Tour noire sur case blanche a8 · Cavalier noir sur case noire b8 · Fou noir sur case blanche c8 · Dame noire sur case noire d8 · Roi noir sur case blanche e8 · Cavalier noir sur case blanche g8 · Tour noire sur case noire h8 · Pion noir sur case noire a7 · Pion noir sur case blanche b7 · Pion noir sur case noire c7 · Pion noir sur case blanche f7 · Pion noir sur case noire g7 · Pion noir sur case blanche h7 · Pion blanc sur case noire e5 · Fou blanc sur case noire b4 · Pion blanc sur case blanche c4 · Pion blanc sur case blanche a2 · Pion blanc sur case noire b2 · Roi blanc sur case blanche e2 · Pion blanc sur case blanche g2 · Pion blanc sur case noire h2 · Tour blanche sur case noire a1 · Cavalier blanc sur case blanche b1 · Dame blanche sur case blanche d1 · Fou blanc sur case blanche f1 · Cavalier noir sur case noire g1 · Tour blanche sur case blanche h1 | Tour noire sur case blanche a8 · Cavalier noir sur case noire b8 · Fou noir sur case blanche c8 · Dame noire sur case noire d8 · Roi noir sur case blanche e8 · Cavalier noir sur case blanche g8 · Tour noire sur case noire h8 · Pion noir sur case noire a7 · Pion noir sur case blanche b7 · Pion noir sur case noire c7 · Pion noir sur case blanche f7 · Pion noir sur case noire g7 · Pion noir sur case blanche h7 · Pion blanc sur case noire e5 · Fou blanc sur case noire b4 · Pion blanc sur case blanche c4 · Pion blanc sur case blanche a2 · Pion blanc sur case noire b2 · Roi blanc sur case blanche e2 · Pion blanc sur case blanche g2 · Pion blanc sur case noire h2 · Tour blanche sur case noire a1 · Cavalier blanc sur case blanche b1 · Dame blanche sur case blanche d1 · Fou blanc sur case blanche f1 · Cavalier noir sur case noire g1 · Tour blanche sur case blanche h1 | 3 |
| 2 | Tour noire sur case blanche a8 · Cavalier noir sur case noire b8 · Fou noir sur case blanche c8 · Dame noire sur case noire d8 · Roi noir sur case blanche e8 · Cavalier noir sur case blanche g8 · Tour noire sur case noire h8 · Pion noir sur case noire a7 · Pion noir sur case blanche b7 · Pion noir sur case noire c7 · Pion noir sur case blanche f7 · Pion noir sur case noire g7 · Pion noir sur case blanche h7 · Pion blanc sur case noire e5 · Fou blanc sur case noire b4 · Pion blanc sur case blanche c4 · Pion blanc sur case blanche a2 · Pion blanc sur case noire b2 · Roi blanc sur case blanche e2 · Pion blanc sur case blanche g2 · Pion blanc sur case noire h2 · Tour blanche sur case noire a1 · Cavalier blanc sur case blanche b1 · Dame blanche sur case blanche d1 · Fou blanc sur case blanche f1 · Cavalier noir sur case noire g1 · Tour blanche sur case blanche h1 | Tour noire sur case blanche a8 · Cavalier noir sur case noire b8 · Fou noir sur case blanche c8 · Dame noire sur case noire d8 · Roi noir sur case blanche e8 · Cavalier noir sur case blanche g8 · Tour noire sur case noire h8 · Pion noir sur case noire a7 · Pion noir sur case blanche b7 · Pion noir sur case noire c7 · Pion noir sur case blanche f7 · Pion noir sur case noire g7 · Pion noir sur case blanche h7 · Pion blanc sur case noire e5 · Fou blanc sur case noire b4 · Pion blanc sur case blanche c4 · Pion blanc sur case blanche a2 · Pion blanc sur case noire b2 · Roi blanc sur case blanche e2 · Pion blanc sur case blanche g2 · Pion blanc sur case noire h2 · Tour blanche sur case noire a1 · Cavalier blanc sur case blanche b1 · Dame blanche sur case blanche d1 · Fou blanc sur case blanche f1 · Cavalier noir sur case noire g1 · Tour blanche sur case blanche h1 | Tour noire sur case blanche a8 · Cavalier noir sur case noire b8 · Fou noir sur case blanche c8 · Dame noire sur case noire d8 · Roi noir sur case blanche e8 · Cavalier noir sur case blanche g8 · Tour noire sur case noire h8 · Pion noir sur case noire a7 · Pion noir sur case blanche b7 · Pion noir sur case noire c7 · Pion noir sur case blanche f7 · Pion noir sur case noire g7 · Pion noir sur case blanche h7 · Pion blanc sur case noire e5 · Fou blanc sur case noire b4 · Pion blanc sur case blanche c4 · Pion blanc sur case blanche a2 · Pion blanc sur case noire b2 · Roi blanc sur case blanche e2 · Pion blanc sur case blanche g2 · Pion blanc sur case noire h2 · Tour blanche sur case noire a1 · Cavalier blanc sur case blanche b1 · Dame blanche sur case blanche d1 · Fou blanc sur case blanche f1 · Cavalier noir sur case noire g1 · Tour blanche sur case blanche h1 | Tour noire sur case blanche a8 · Cavalier noir sur case noire b8 · Fou noir sur case blanche c8 · Dame noire sur case noire d8 · Roi noir sur case blanche e8 · Cavalier noir sur case blanche g8 · Tour noire sur case noire h8 · Pion noir sur case noire a7 · Pion noir sur case blanche b7 · Pion noir sur case noire c7 · Pion noir sur case blanche f7 · Pion noir sur case noire g7 · Pion noir sur case blanche h7 · Pion blanc sur case noire e5 · Fou blanc sur case noire b4 · Pion blanc sur case blanche c4 · Pion blanc sur case blanche a2 · Pion blanc sur case noire b2 · Roi blanc sur case blanche e2 · Pion blanc sur case blanche g2 · Pion blanc sur case noire h2 · Tour blanche sur case noire a1 · Cavalier blanc sur case blanche b1 · Dame blanche sur case blanche d1 · Fou blanc sur case blanche f1 · Cavalier noir sur case noire g1 · Tour blanche sur case blanche h1 | Tour noire sur case blanche a8 · Cavalier noir sur case noire b8 · Fou noir sur case blanche c8 · Dame noire sur case noire d8 · Roi noir sur case blanche e8 · Cavalier noir sur case blanche g8 · Tour noire sur case noire h8 · Pion noir sur case noire a7 · Pion noir sur case blanche b7 · Pion noir sur case noire c7 · Pion noir sur case blanche f7 · Pion noir sur case noire g7 · Pion noir sur case blanche h7 · Pion blanc sur case noire e5 · Fou blanc sur case noire b4 · Pion blanc sur case blanche c4 · Pion blanc sur case blanche a2 · Pion blanc sur case noire b2 · Roi blanc sur case blanche e2 · Pion blanc sur case blanche g2 · Pion blanc sur case noire h2 · Tour blanche sur case noire a1 · Cavalier blanc sur case blanche b1 · Dame blanche sur case blanche d1 · Fou blanc sur case blanche f1 · Cavalier noir sur case noire g1 · Tour blanche sur case blanche h1 | Tour noire sur case blanche a8 · Cavalier noir sur case noire b8 · Fou noir sur case blanche c8 · Dame noire sur case noire d8 · Roi noir sur case blanche e8 · Cavalier noir sur case blanche g8 · Tour noire sur case noire h8 · Pion noir sur case noire a7 · Pion noir sur case blanche b7 · Pion noir sur case noire c7 · Pion noir sur case blanche f7 · Pion noir sur case noire g7 · Pion noir sur case blanche h7 · Pion blanc sur case noire e5 · Fou blanc sur case noire b4 · Pion blanc sur case blanche c4 · Pion blanc sur case blanche a2 · Pion blanc sur case noire b2 · Roi blanc sur case blanche e2 · Pion blanc sur case blanche g2 · Pion blanc sur case noire h2 · Tour blanche sur case noire a1 · Cavalier blanc sur case blanche b1 · Dame blanche sur case blanche d1 · Fou blanc sur case blanche f1 · Cavalier noir sur case noire g1 · Tour blanche sur case blanche h1 | Tour noire sur case blanche a8 · Cavalier noir sur case noire b8 · Fou noir sur case blanche c8 · Dame noire sur case noire d8 · Roi noir sur case blanche e8 · Cavalier noir sur case blanche g8 · Tour noire sur case noire h8 · Pion noir sur case noire a7 · Pion noir sur case blanche b7 · Pion noir sur case noire c7 · Pion noir sur case blanche f7 · Pion noir sur case noire g7 · Pion noir sur case blanche h7 · Pion blanc sur case noire e5 · Fou blanc sur case noire b4 · Pion blanc sur case blanche c4 · Pion blanc sur case blanche a2 · Pion blanc sur case noire b2 · Roi blanc sur case blanche e2 · Pion blanc sur case blanche g2 · Pion blanc sur case noire h2 · Tour blanche sur case noire a1 · Cavalier blanc sur case blanche b1 · Dame blanche sur case blanche d1 · Fou blanc sur case blanche f1 · Cavalier noir sur case noire g1 · Tour blanche sur case blanche h1 | Tour noire sur case blanche a8 · Cavalier noir sur case noire b8 · Fou noir sur case blanche c8 · Dame noire sur case noire d8 · Roi noir sur case blanche e8 · Cavalier noir sur case blanche g8 · Tour noire sur case noire h8 · Pion noir sur case noire a7 · Pion noir sur case blanche b7 · Pion noir sur case noire c7 · Pion noir sur case blanche f7 · Pion noir sur case noire g7 · Pion noir sur case blanche h7 · Pion blanc sur case noire e5 · Fou blanc sur case noire b4 · Pion blanc sur case blanche c4 · Pion blanc sur case blanche a2 · Pion blanc sur case noire b2 · Roi blanc sur case blanche e2 · Pion blanc sur case blanche g2 · Pion blanc sur case noire h2 · Tour blanche sur case noire a1 · Cavalier blanc sur case blanche b1 · Dame blanche sur case blanche d1 · Fou blanc sur case blanche f1 · Cavalier noir sur case noire g1 · Tour blanche sur case blanche h1 | 2 |
| 1 | Tour noire sur case blanche a8 · Cavalier noir sur case noire b8 · Fou noir sur case blanche c8 · Dame noire sur case noire d8 · Roi noir sur case blanche e8 · Cavalier noir sur case blanche g8 · Tour noire sur case noire h8 · Pion noir sur case noire a7 · Pion noir sur case blanche b7 · Pion noir sur case noire c7 · Pion noir sur case blanche f7 · Pion noir sur case noire g7 · Pion noir sur case blanche h7 · Pion blanc sur case noire e5 · Fou blanc sur case noire b4 · Pion blanc sur case blanche c4 · Pion blanc sur case blanche a2 · Pion blanc sur case noire b2 · Roi blanc sur case blanche e2 · Pion blanc sur case blanche g2 · Pion blanc sur case noire h2 · Tour blanche sur case noire a1 · Cavalier blanc sur case blanche b1 · Dame blanche sur case blanche d1 · Fou blanc sur case blanche f1 · Cavalier noir sur case noire g1 · Tour blanche sur case blanche h1 | Tour noire sur case blanche a8 · Cavalier noir sur case noire b8 · Fou noir sur case blanche c8 · Dame noire sur case noire d8 · Roi noir sur case blanche e8 · Cavalier noir sur case blanche g8 · Tour noire sur case noire h8 · Pion noir sur case noire a7 · Pion noir sur case blanche b7 · Pion noir sur case noire c7 · Pion noir sur case blanche f7 · Pion noir sur case noire g7 · Pion noir sur case blanche h7 · Pion blanc sur case noire e5 · Fou blanc sur case noire b4 · Pion blanc sur case blanche c4 · Pion blanc sur case blanche a2 · Pion blanc sur case noire b2 · Roi blanc sur case blanche e2 · Pion blanc sur case blanche g2 · Pion blanc sur case noire h2 · Tour blanche sur case noire a1 · Cavalier blanc sur case blanche b1 · Dame blanche sur case blanche d1 · Fou blanc sur case blanche f1 · Cavalier noir sur case noire g1 · Tour blanche sur case blanche h1 | Tour noire sur case blanche a8 · Cavalier noir sur case noire b8 · Fou noir sur case blanche c8 · Dame noire sur case noire d8 · Roi noir sur case blanche e8 · Cavalier noir sur case blanche g8 · Tour noire sur case noire h8 · Pion noir sur case noire a7 · Pion noir sur case blanche b7 · Pion noir sur case noire c7 · Pion noir sur case blanche f7 · Pion noir sur case noire g7 · Pion noir sur case blanche h7 · Pion blanc sur case noire e5 · Fou blanc sur case noire b4 · Pion blanc sur case blanche c4 · Pion blanc sur case blanche a2 · Pion blanc sur case noire b2 · Roi blanc sur case blanche e2 · Pion blanc sur case blanche g2 · Pion blanc sur case noire h2 · Tour blanche sur case noire a1 · Cavalier blanc sur case blanche b1 · Dame blanche sur case blanche d1 · Fou blanc sur case blanche f1 · Cavalier noir sur case noire g1 · Tour blanche sur case blanche h1 | Tour noire sur case blanche a8 · Cavalier noir sur case noire b8 · Fou noir sur case blanche c8 · Dame noire sur case noire d8 · Roi noir sur case blanche e8 · Cavalier noir sur case blanche g8 · Tour noire sur case noire h8 · Pion noir sur case noire a7 · Pion noir sur case blanche b7 · Pion noir sur case noire c7 · Pion noir sur case blanche f7 · Pion noir sur case noire g7 · Pion noir sur case blanche h7 · Pion blanc sur case noire e5 · Fou blanc sur case noire b4 · Pion blanc sur case blanche c4 · Pion blanc sur case blanche a2 · Pion blanc sur case noire b2 · Roi blanc sur case blanche e2 · Pion blanc sur case blanche g2 · Pion blanc sur case noire h2 · Tour blanche sur case noire a1 · Cavalier blanc sur case blanche b1 · Dame blanche sur case blanche d1 · Fou blanc sur case blanche f1 · Cavalier noir sur case noire g1 · Tour blanche sur case blanche h1 | Tour noire sur case blanche a8 · Cavalier noir sur case noire b8 · Fou noir sur case blanche c8 · Dame noire sur case noire d8 · Roi noir sur case blanche e8 · Cavalier noir sur case blanche g8 · Tour noire sur case noire h8 · Pion noir sur case noire a7 · Pion noir sur case blanche b7 · Pion noir sur case noire c7 · Pion noir sur case blanche f7 · Pion noir sur case noire g7 · Pion noir sur case blanche h7 · Pion blanc sur case noire e5 · Fou blanc sur case noire b4 · Pion blanc sur case blanche c4 · Pion blanc sur case blanche a2 · Pion blanc sur case noire b2 · Roi blanc sur case blanche e2 · Pion blanc sur case blanche g2 · Pion blanc sur case noire h2 · Tour blanche sur case noire a1 · Cavalier blanc sur case blanche b1 · Dame blanche sur case blanche d1 · Fou blanc sur case blanche f1 · Cavalier noir sur case noire g1 · Tour blanche sur case blanche h1 | Tour noire sur case blanche a8 · Cavalier noir sur case noire b8 · Fou noir sur case blanche c8 · Dame noire sur case noire d8 · Roi noir sur case blanche e8 · Cavalier noir sur case blanche g8 · Tour noire sur case noire h8 · Pion noir sur case noire a7 · Pion noir sur case blanche b7 · Pion noir sur case noire c7 · Pion noir sur case blanche f7 · Pion noir sur case noire g7 · Pion noir sur case blanche h7 · Pion blanc sur case noire e5 · Fou blanc sur case noire b4 · Pion blanc sur case blanche c4 · Pion blanc sur case blanche a2 · Pion blanc sur case noire b2 · Roi blanc sur case blanche e2 · Pion blanc sur case blanche g2 · Pion blanc sur case noire h2 · Tour blanche sur case noire a1 · Cavalier blanc sur case blanche b1 · Dame blanche sur case blanche d1 · Fou blanc sur case blanche f1 · Cavalier noir sur case noire g1 · Tour blanche sur case blanche h1 | Tour noire sur case blanche a8 · Cavalier noir sur case noire b8 · Fou noir sur case blanche c8 · Dame noire sur case noire d8 · Roi noir sur case blanche e8 · Cavalier noir sur case blanche g8 · Tour noire sur case noire h8 · Pion noir sur case noire a7 · Pion noir sur case blanche b7 · Pion noir sur case noire c7 · Pion noir sur case blanche f7 · Pion noir sur case noire g7 · Pion noir sur case blanche h7 · Pion blanc sur case noire e5 · Fou blanc sur case noire b4 · Pion blanc sur case blanche c4 · Pion blanc sur case blanche a2 · Pion blanc sur case noire b2 · Roi blanc sur case blanche e2 · Pion blanc sur case blanche g2 · Pion blanc sur case noire h2 · Tour blanche sur case noire a1 · Cavalier blanc sur case blanche b1 · Dame blanche sur case blanche d1 · Fou blanc sur case blanche f1 · Cavalier noir sur case noire g1 · Tour blanche sur case blanche h1 | Tour noire sur case blanche a8 · Cavalier noir sur case noire b8 · Fou noir sur case blanche c8 · Dame noire sur case noire d8 · Roi noir sur case blanche e8 · Cavalier noir sur case blanche g8 · Tour noire sur case noire h8 · Pion noir sur case noire a7 · Pion noir sur case blanche b7 · Pion noir sur case noire c7 · Pion noir sur case blanche f7 · Pion noir sur case noire g7 · Pion noir sur case blanche h7 · Pion blanc sur case noire e5 · Fou blanc sur case noire b4 · Pion blanc sur case blanche c4 · Pion blanc sur case blanche a2 · Pion blanc sur case noire b2 · Roi blanc sur case blanche e2 · Pion blanc sur case blanche g2 · Pion blanc sur case noire h2 · Tour blanche sur case noire a1 · Cavalier blanc sur case blanche b1 · Dame blanche sur case blanche d1 · Fou blanc sur case blanche f1 · Cavalier noir sur case noire g1 · Tour blanche sur case blanche h1 | 1 |
|   | a | b | c | d | e | f | g | h |   |

7... fxg1=C+! (voir diagramme, si 7... fxg1=D?? 8.Dxd8+ Rxd8 9.Txg1 et la position est presque égale) 
8. Re1(8.Txg1? Fg4+) 
8...  Dh4+ 9. Rd2 (9.g3? De4+ gagne la tour h1)
9...  Cc6  10. Fc3 Fg4 suivi de 11... O-O-O+.
|   | a | b | c | d | e | f | g | h |   |
| 8 | Roi noir sur case blanche c8 · Tour noire sur case noire d8 · Cavalier noir sur case blanche g8 · Tour noire sur case noire h8 · Pion noir sur case noire a7 · Pion noir sur case blanche b7 · Pion noir sur case noire c7 · Pion noir sur case blanche f7 · Pion noir sur case noire g7 · Pion noir sur case blanche h7 · Cavalier noir sur case blanche c6 · Pion blanc sur case noire e5 · Pion blanc sur case blanche c4 · Fou noir sur case blanche g4 · Dame noire sur case noire h4 · Fou blanc sur case noire c3 · Pion blanc sur case blanche a2 · Pion blanc sur case noire b2 · Roi blanc sur case noire d2 · Fou blanc sur case blanche e2 · Pion blanc sur case blanche g2 · Pion blanc sur case noire h2 · Tour blanche sur case noire a1 · Cavalier blanc sur case blanche b1 · Dame blanche sur case blanche d1 · Cavalier noir sur case noire g1 · Tour blanche sur case blanche h1 | Roi noir sur case blanche c8 · Tour noire sur case noire d8 · Cavalier noir sur case blanche g8 · Tour noire sur case noire h8 · Pion noir sur case noire a7 · Pion noir sur case blanche b7 · Pion noir sur case noire c7 · Pion noir sur case blanche f7 · Pion noir sur case noire g7 · Pion noir sur case blanche h7 · Cavalier noir sur case blanche c6 · Pion blanc sur case noire e5 · Pion blanc sur case blanche c4 · Fou noir sur case blanche g4 · Dame noire sur case noire h4 · Fou blanc sur case noire c3 · Pion blanc sur case blanche a2 · Pion blanc sur case noire b2 · Roi blanc sur case noire d2 · Fou blanc sur case blanche e2 · Pion blanc sur case blanche g2 · Pion blanc sur case noire h2 · Tour blanche sur case noire a1 · Cavalier blanc sur case blanche b1 · Dame blanche sur case blanche d1 · Cavalier noir sur case noire g1 · Tour blanche sur case blanche h1 | Roi noir sur case blanche c8 · Tour noire sur case noire d8 · Cavalier noir sur case blanche g8 · Tour noire sur case noire h8 · Pion noir sur case noire a7 · Pion noir sur case blanche b7 · Pion noir sur case noire c7 · Pion noir sur case blanche f7 · Pion noir sur case noire g7 · Pion noir sur case blanche h7 · Cavalier noir sur case blanche c6 · Pion blanc sur case noire e5 · Pion blanc sur case blanche c4 · Fou noir sur case blanche g4 · Dame noire sur case noire h4 · Fou blanc sur case noire c3 · Pion blanc sur case blanche a2 · Pion blanc sur case noire b2 · Roi blanc sur case noire d2 · Fou blanc sur case blanche e2 · Pion blanc sur case blanche g2 · Pion blanc sur case noire h2 · Tour blanche sur case noire a1 · Cavalier blanc sur case blanche b1 · Dame blanche sur case blanche d1 · Cavalier noir sur case noire g1 · Tour blanche sur case blanche h1 | Roi noir sur case blanche c8 · Tour noire sur case noire d8 · Cavalier noir sur case blanche g8 · Tour noire sur case noire h8 · Pion noir sur case noire a7 · Pion noir sur case blanche b7 · Pion noir sur case noire c7 · Pion noir sur case blanche f7 · Pion noir sur case noire g7 · Pion noir sur case blanche h7 · Cavalier noir sur case blanche c6 · Pion blanc sur case noire e5 · Pion blanc sur case blanche c4 · Fou noir sur case blanche g4 · Dame noire sur case noire h4 · Fou blanc sur case noire c3 · Pion blanc sur case blanche a2 · Pion blanc sur case noire b2 · Roi blanc sur case noire d2 · Fou blanc sur case blanche e2 · Pion blanc sur case blanche g2 · Pion blanc sur case noire h2 · Tour blanche sur case noire a1 · Cavalier blanc sur case blanche b1 · Dame blanche sur case blanche d1 · Cavalier noir sur case noire g1 · Tour blanche sur case blanche h1 | Roi noir sur case blanche c8 · Tour noire sur case noire d8 · Cavalier noir sur case blanche g8 · Tour noire sur case noire h8 · Pion noir sur case noire a7 · Pion noir sur case blanche b7 · Pion noir sur case noire c7 · Pion noir sur case blanche f7 · Pion noir sur case noire g7 · Pion noir sur case blanche h7 · Cavalier noir sur case blanche c6 · Pion blanc sur case noire e5 · Pion blanc sur case blanche c4 · Fou noir sur case blanche g4 · Dame noire sur case noire h4 · Fou blanc sur case noire c3 · Pion blanc sur case blanche a2 · Pion blanc sur case noire b2 · Roi blanc sur case noire d2 · Fou blanc sur case blanche e2 · Pion blanc sur case blanche g2 · Pion blanc sur case noire h2 · Tour blanche sur case noire a1 · Cavalier blanc sur case blanche b1 · Dame blanche sur case blanche d1 · Cavalier noir sur case noire g1 · Tour blanche sur case blanche h1 | Roi noir sur case blanche c8 · Tour noire sur case noire d8 · Cavalier noir sur case blanche g8 · Tour noire sur case noire h8 · Pion noir sur case noire a7 · Pion noir sur case blanche b7 · Pion noir sur case noire c7 · Pion noir sur case blanche f7 · Pion noir sur case noire g7 · Pion noir sur case blanche h7 · Cavalier noir sur case blanche c6 · Pion blanc sur case noire e5 · Pion blanc sur case blanche c4 · Fou noir sur case blanche g4 · Dame noire sur case noire h4 · Fou blanc sur case noire c3 · Pion blanc sur case blanche a2 · Pion blanc sur case noire b2 · Roi blanc sur case noire d2 · Fou blanc sur case blanche e2 · Pion blanc sur case blanche g2 · Pion blanc sur case noire h2 · Tour blanche sur case noire a1 · Cavalier blanc sur case blanche b1 · Dame blanche sur case blanche d1 · Cavalier noir sur case noire g1 · Tour blanche sur case blanche h1 | Roi noir sur case blanche c8 · Tour noire sur case noire d8 · Cavalier noir sur case blanche g8 · Tour noire sur case noire h8 · Pion noir sur case noire a7 · Pion noir sur case blanche b7 · Pion noir sur case noire c7 · Pion noir sur case blanche f7 · Pion noir sur case noire g7 · Pion noir sur case blanche h7 · Cavalier noir sur case blanche c6 · Pion blanc sur case noire e5 · Pion blanc sur case blanche c4 · Fou noir sur case blanche g4 · Dame noire sur case noire h4 · Fou blanc sur case noire c3 · Pion blanc sur case blanche a2 · Pion blanc sur case noire b2 · Roi blanc sur case noire d2 · Fou blanc sur case blanche e2 · Pion blanc sur case blanche g2 · Pion blanc sur case noire h2 · Tour blanche sur case noire a1 · Cavalier blanc sur case blanche b1 · Dame blanche sur case blanche d1 · Cavalier noir sur case noire g1 · Tour blanche sur case blanche h1 | Roi noir sur case blanche c8 · Tour noire sur case noire d8 · Cavalier noir sur case blanche g8 · Tour noire sur case noire h8 · Pion noir sur case noire a7 · Pion noir sur case blanche b7 · Pion noir sur case noire c7 · Pion noir sur case blanche f7 · Pion noir sur case noire g7 · Pion noir sur case blanche h7 · Cavalier noir sur case blanche c6 · Pion blanc sur case noire e5 · Pion blanc sur case blanche c4 · Fou noir sur case blanche g4 · Dame noire sur case noire h4 · Fou blanc sur case noire c3 · Pion blanc sur case blanche a2 · Pion blanc sur case noire b2 · Roi blanc sur case noire d2 · Fou blanc sur case blanche e2 · Pion blanc sur case blanche g2 · Pion blanc sur case noire h2 · Tour blanche sur case noire a1 · Cavalier blanc sur case blanche b1 · Dame blanche sur case blanche d1 · Cavalier noir sur case noire g1 · Tour blanche sur case blanche h1 | 8 |
| 7 | Roi noir sur case blanche c8 · Tour noire sur case noire d8 · Cavalier noir sur case blanche g8 · Tour noire sur case noire h8 · Pion noir sur case noire a7 · Pion noir sur case blanche b7 · Pion noir sur case noire c7 · Pion noir sur case blanche f7 · Pion noir sur case noire g7 · Pion noir sur case blanche h7 · Cavalier noir sur case blanche c6 · Pion blanc sur case noire e5 · Pion blanc sur case blanche c4 · Fou noir sur case blanche g4 · Dame noire sur case noire h4 · Fou blanc sur case noire c3 · Pion blanc sur case blanche a2 · Pion blanc sur case noire b2 · Roi blanc sur case noire d2 · Fou blanc sur case blanche e2 · Pion blanc sur case blanche g2 · Pion blanc sur case noire h2 · Tour blanche sur case noire a1 · Cavalier blanc sur case blanche b1 · Dame blanche sur case blanche d1 · Cavalier noir sur case noire g1 · Tour blanche sur case blanche h1 | Roi noir sur case blanche c8 · Tour noire sur case noire d8 · Cavalier noir sur case blanche g8 · Tour noire sur case noire h8 · Pion noir sur case noire a7 · Pion noir sur case blanche b7 · Pion noir sur case noire c7 · Pion noir sur case blanche f7 · Pion noir sur case noire g7 · Pion noir sur case blanche h7 · Cavalier noir sur case blanche c6 · Pion blanc sur case noire e5 · Pion blanc sur case blanche c4 · Fou noir sur case blanche g4 · Dame noire sur case noire h4 · Fou blanc sur case noire c3 · Pion blanc sur case blanche a2 · Pion blanc sur case noire b2 · Roi blanc sur case noire d2 · Fou blanc sur case blanche e2 · Pion blanc sur case blanche g2 · Pion blanc sur case noire h2 · Tour blanche sur case noire a1 · Cavalier blanc sur case blanche b1 · Dame blanche sur case blanche d1 · Cavalier noir sur case noire g1 · Tour blanche sur case blanche h1 | Roi noir sur case blanche c8 · Tour noire sur case noire d8 · Cavalier noir sur case blanche g8 · Tour noire sur case noire h8 · Pion noir sur case noire a7 · Pion noir sur case blanche b7 · Pion noir sur case noire c7 · Pion noir sur case blanche f7 · Pion noir sur case noire g7 · Pion noir sur case blanche h7 · Cavalier noir sur case blanche c6 · Pion blanc sur case noire e5 · Pion blanc sur case blanche c4 · Fou noir sur case blanche g4 · Dame noire sur case noire h4 · Fou blanc sur case noire c3 · Pion blanc sur case blanche a2 · Pion blanc sur case noire b2 · Roi blanc sur case noire d2 · Fou blanc sur case blanche e2 · Pion blanc sur case blanche g2 · Pion blanc sur case noire h2 · Tour blanche sur case noire a1 · Cavalier blanc sur case blanche b1 · Dame blanche sur case blanche d1 · Cavalier noir sur case noire g1 · Tour blanche sur case blanche h1 | Roi noir sur case blanche c8 · Tour noire sur case noire d8 · Cavalier noir sur case blanche g8 · Tour noire sur case noire h8 · Pion noir sur case noire a7 · Pion noir sur case blanche b7 · Pion noir sur case noire c7 · Pion noir sur case blanche f7 · Pion noir sur case noire g7 · Pion noir sur case blanche h7 · Cavalier noir sur case blanche c6 · Pion blanc sur case noire e5 · Pion blanc sur case blanche c4 · Fou noir sur case blanche g4 · Dame noire sur case noire h4 · Fou blanc sur case noire c3 · Pion blanc sur case blanche a2 · Pion blanc sur case noire b2 · Roi blanc sur case noire d2 · Fou blanc sur case blanche e2 · Pion blanc sur case blanche g2 · Pion blanc sur case noire h2 · Tour blanche sur case noire a1 · Cavalier blanc sur case blanche b1 · Dame blanche sur case blanche d1 · Cavalier noir sur case noire g1 · Tour blanche sur case blanche h1 | Roi noir sur case blanche c8 · Tour noire sur case noire d8 · Cavalier noir sur case blanche g8 · Tour noire sur case noire h8 · Pion noir sur case noire a7 · Pion noir sur case blanche b7 · Pion noir sur case noire c7 · Pion noir sur case blanche f7 · Pion noir sur case noire g7 · Pion noir sur case blanche h7 · Cavalier noir sur case blanche c6 · Pion blanc sur case noire e5 · Pion blanc sur case blanche c4 · Fou noir sur case blanche g4 · Dame noire sur case noire h4 · Fou blanc sur case noire c3 · Pion blanc sur case blanche a2 · Pion blanc sur case noire b2 · Roi blanc sur case noire d2 · Fou blanc sur case blanche e2 · Pion blanc sur case blanche g2 · Pion blanc sur case noire h2 · Tour blanche sur case noire a1 · Cavalier blanc sur case blanche b1 · Dame blanche sur case blanche d1 · Cavalier noir sur case noire g1 · Tour blanche sur case blanche h1 | Roi noir sur case blanche c8 · Tour noire sur case noire d8 · Cavalier noir sur case blanche g8 · Tour noire sur case noire h8 · Pion noir sur case noire a7 · Pion noir sur case blanche b7 · Pion noir sur case noire c7 · Pion noir sur case blanche f7 · Pion noir sur case noire g7 · Pion noir sur case blanche h7 · Cavalier noir sur case blanche c6 · Pion blanc sur case noire e5 · Pion blanc sur case blanche c4 · Fou noir sur case blanche g4 · Dame noire sur case noire h4 · Fou blanc sur case noire c3 · Pion blanc sur case blanche a2 · Pion blanc sur case noire b2 · Roi blanc sur case noire d2 · Fou blanc sur case blanche e2 · Pion blanc sur case blanche g2 · Pion blanc sur case noire h2 · Tour blanche sur case noire a1 · Cavalier blanc sur case blanche b1 · Dame blanche sur case blanche d1 · Cavalier noir sur case noire g1 · Tour blanche sur case blanche h1 | Roi noir sur case blanche c8 · Tour noire sur case noire d8 · Cavalier noir sur case blanche g8 · Tour noire sur case noire h8 · Pion noir sur case noire a7 · Pion noir sur case blanche b7 · Pion noir sur case noire c7 · Pion noir sur case blanche f7 · Pion noir sur case noire g7 · Pion noir sur case blanche h7 · Cavalier noir sur case blanche c6 · Pion blanc sur case noire e5 · Pion blanc sur case blanche c4 · Fou noir sur case blanche g4 · Dame noire sur case noire h4 · Fou blanc sur case noire c3 · Pion blanc sur case blanche a2 · Pion blanc sur case noire b2 · Roi blanc sur case noire d2 · Fou blanc sur case blanche e2 · Pion blanc sur case blanche g2 · Pion blanc sur case noire h2 · Tour blanche sur case noire a1 · Cavalier blanc sur case blanche b1 · Dame blanche sur case blanche d1 · Cavalier noir sur case noire g1 · Tour blanche sur case blanche h1 | Roi noir sur case blanche c8 · Tour noire sur case noire d8 · Cavalier noir sur case blanche g8 · Tour noire sur case noire h8 · Pion noir sur case noire a7 · Pion noir sur case blanche b7 · Pion noir sur case noire c7 · Pion noir sur case blanche f7 · Pion noir sur case noire g7 · Pion noir sur case blanche h7 · Cavalier noir sur case blanche c6 · Pion blanc sur case noire e5 · Pion blanc sur case blanche c4 · Fou noir sur case blanche g4 · Dame noire sur case noire h4 · Fou blanc sur case noire c3 · Pion blanc sur case blanche a2 · Pion blanc sur case noire b2 · Roi blanc sur case noire d2 · Fou blanc sur case blanche e2 · Pion blanc sur case blanche g2 · Pion blanc sur case noire h2 · Tour blanche sur case noire a1 · Cavalier blanc sur case blanche b1 · Dame blanche sur case blanche d1 · Cavalier noir sur case noire g1 · Tour blanche sur case blanche h1 | 7 |
| 6 | Roi noir sur case blanche c8 · Tour noire sur case noire d8 · Cavalier noir sur case blanche g8 · Tour noire sur case noire h8 · Pion noir sur case noire a7 · Pion noir sur case blanche b7 · Pion noir sur case noire c7 · Pion noir sur case blanche f7 · Pion noir sur case noire g7 · Pion noir sur case blanche h7 · Cavalier noir sur case blanche c6 · Pion blanc sur case noire e5 · Pion blanc sur case blanche c4 · Fou noir sur case blanche g4 · Dame noire sur case noire h4 · Fou blanc sur case noire c3 · Pion blanc sur case blanche a2 · Pion blanc sur case noire b2 · Roi blanc sur case noire d2 · Fou blanc sur case blanche e2 · Pion blanc sur case blanche g2 · Pion blanc sur case noire h2 · Tour blanche sur case noire a1 · Cavalier blanc sur case blanche b1 · Dame blanche sur case blanche d1 · Cavalier noir sur case noire g1 · Tour blanche sur case blanche h1 | Roi noir sur case blanche c8 · Tour noire sur case noire d8 · Cavalier noir sur case blanche g8 · Tour noire sur case noire h8 · Pion noir sur case noire a7 · Pion noir sur case blanche b7 · Pion noir sur case noire c7 · Pion noir sur case blanche f7 · Pion noir sur case noire g7 · Pion noir sur case blanche h7 · Cavalier noir sur case blanche c6 · Pion blanc sur case noire e5 · Pion blanc sur case blanche c4 · Fou noir sur case blanche g4 · Dame noire sur case noire h4 · Fou blanc sur case noire c3 · Pion blanc sur case blanche a2 · Pion blanc sur case noire b2 · Roi blanc sur case noire d2 · Fou blanc sur case blanche e2 · Pion blanc sur case blanche g2 · Pion blanc sur case noire h2 · Tour blanche sur case noire a1 · Cavalier blanc sur case blanche b1 · Dame blanche sur case blanche d1 · Cavalier noir sur case noire g1 · Tour blanche sur case blanche h1 | Roi noir sur case blanche c8 · Tour noire sur case noire d8 · Cavalier noir sur case blanche g8 · Tour noire sur case noire h8 · Pion noir sur case noire a7 · Pion noir sur case blanche b7 · Pion noir sur case noire c7 · Pion noir sur case blanche f7 · Pion noir sur case noire g7 · Pion noir sur case blanche h7 · Cavalier noir sur case blanche c6 · Pion blanc sur case noire e5 · Pion blanc sur case blanche c4 · Fou noir sur case blanche g4 · Dame noire sur case noire h4 · Fou blanc sur case noire c3 · Pion blanc sur case blanche a2 · Pion blanc sur case noire b2 · Roi blanc sur case noire d2 · Fou blanc sur case blanche e2 · Pion blanc sur case blanche g2 · Pion blanc sur case noire h2 · Tour blanche sur case noire a1 · Cavalier blanc sur case blanche b1 · Dame blanche sur case blanche d1 · Cavalier noir sur case noire g1 · Tour blanche sur case blanche h1 | Roi noir sur case blanche c8 · Tour noire sur case noire d8 · Cavalier noir sur case blanche g8 · Tour noire sur case noire h8 · Pion noir sur case noire a7 · Pion noir sur case blanche b7 · Pion noir sur case noire c7 · Pion noir sur case blanche f7 · Pion noir sur case noire g7 · Pion noir sur case blanche h7 · Cavalier noir sur case blanche c6 · Pion blanc sur case noire e5 · Pion blanc sur case blanche c4 · Fou noir sur case blanche g4 · Dame noire sur case noire h4 · Fou blanc sur case noire c3 · Pion blanc sur case blanche a2 · Pion blanc sur case noire b2 · Roi blanc sur case noire d2 · Fou blanc sur case blanche e2 · Pion blanc sur case blanche g2 · Pion blanc sur case noire h2 · Tour blanche sur case noire a1 · Cavalier blanc sur case blanche b1 · Dame blanche sur case blanche d1 · Cavalier noir sur case noire g1 · Tour blanche sur case blanche h1 | Roi noir sur case blanche c8 · Tour noire sur case noire d8 · Cavalier noir sur case blanche g8 · Tour noire sur case noire h8 · Pion noir sur case noire a7 · Pion noir sur case blanche b7 · Pion noir sur case noire c7 · Pion noir sur case blanche f7 · Pion noir sur case noire g7 · Pion noir sur case blanche h7 · Cavalier noir sur case blanche c6 · Pion blanc sur case noire e5 · Pion blanc sur case blanche c4 · Fou noir sur case blanche g4 · Dame noire sur case noire h4 · Fou blanc sur case noire c3 · Pion blanc sur case blanche a2 · Pion blanc sur case noire b2 · Roi blanc sur case noire d2 · Fou blanc sur case blanche e2 · Pion blanc sur case blanche g2 · Pion blanc sur case noire h2 · Tour blanche sur case noire a1 · Cavalier blanc sur case blanche b1 · Dame blanche sur case blanche d1 · Cavalier noir sur case noire g1 · Tour blanche sur case blanche h1 | Roi noir sur case blanche c8 · Tour noire sur case noire d8 · Cavalier noir sur case blanche g8 · Tour noire sur case noire h8 · Pion noir sur case noire a7 · Pion noir sur case blanche b7 · Pion noir sur case noire c7 · Pion noir sur case blanche f7 · Pion noir sur case noire g7 · Pion noir sur case blanche h7 · Cavalier noir sur case blanche c6 · Pion blanc sur case noire e5 · Pion blanc sur case blanche c4 · Fou noir sur case blanche g4 · Dame noire sur case noire h4 · Fou blanc sur case noire c3 · Pion blanc sur case blanche a2 · Pion blanc sur case noire b2 · Roi blanc sur case noire d2 · Fou blanc sur case blanche e2 · Pion blanc sur case blanche g2 · Pion blanc sur case noire h2 · Tour blanche sur case noire a1 · Cavalier blanc sur case blanche b1 · Dame blanche sur case blanche d1 · Cavalier noir sur case noire g1 · Tour blanche sur case blanche h1 | Roi noir sur case blanche c8 · Tour noire sur case noire d8 · Cavalier noir sur case blanche g8 · Tour noire sur case noire h8 · Pion noir sur case noire a7 · Pion noir sur case blanche b7 · Pion noir sur case noire c7 · Pion noir sur case blanche f7 · Pion noir sur case noire g7 · Pion noir sur case blanche h7 · Cavalier noir sur case blanche c6 · Pion blanc sur case noire e5 · Pion blanc sur case blanche c4 · Fou noir sur case blanche g4 · Dame noire sur case noire h4 · Fou blanc sur case noire c3 · Pion blanc sur case blanche a2 · Pion blanc sur case noire b2 · Roi blanc sur case noire d2 · Fou blanc sur case blanche e2 · Pion blanc sur case blanche g2 · Pion blanc sur case noire h2 · Tour blanche sur case noire a1 · Cavalier blanc sur case blanche b1 · Dame blanche sur case blanche d1 · Cavalier noir sur case noire g1 · Tour blanche sur case blanche h1 | Roi noir sur case blanche c8 · Tour noire sur case noire d8 · Cavalier noir sur case blanche g8 · Tour noire sur case noire h8 · Pion noir sur case noire a7 · Pion noir sur case blanche b7 · Pion noir sur case noire c7 · Pion noir sur case blanche f7 · Pion noir sur case noire g7 · Pion noir sur case blanche h7 · Cavalier noir sur case blanche c6 · Pion blanc sur case noire e5 · Pion blanc sur case blanche c4 · Fou noir sur case blanche g4 · Dame noire sur case noire h4 · Fou blanc sur case noire c3 · Pion blanc sur case blanche a2 · Pion blanc sur case noire b2 · Roi blanc sur case noire d2 · Fou blanc sur case blanche e2 · Pion blanc sur case blanche g2 · Pion blanc sur case noire h2 · Tour blanche sur case noire a1 · Cavalier blanc sur case blanche b1 · Dame blanche sur case blanche d1 · Cavalier noir sur case noire g1 · Tour blanche sur case blanche h1 | 6 |
| 5 | Roi noir sur case blanche c8 · Tour noire sur case noire d8 · Cavalier noir sur case blanche g8 · Tour noire sur case noire h8 · Pion noir sur case noire a7 · Pion noir sur case blanche b7 · Pion noir sur case noire c7 · Pion noir sur case blanche f7 · Pion noir sur case noire g7 · Pion noir sur case blanche h7 · Cavalier noir sur case blanche c6 · Pion blanc sur case noire e5 · Pion blanc sur case blanche c4 · Fou noir sur case blanche g4 · Dame noire sur case noire h4 · Fou blanc sur case noire c3 · Pion blanc sur case blanche a2 · Pion blanc sur case noire b2 · Roi blanc sur case noire d2 · Fou blanc sur case blanche e2 · Pion blanc sur case blanche g2 · Pion blanc sur case noire h2 · Tour blanche sur case noire a1 · Cavalier blanc sur case blanche b1 · Dame blanche sur case blanche d1 · Cavalier noir sur case noire g1 · Tour blanche sur case blanche h1 | Roi noir sur case blanche c8 · Tour noire sur case noire d8 · Cavalier noir sur case blanche g8 · Tour noire sur case noire h8 · Pion noir sur case noire a7 · Pion noir sur case blanche b7 · Pion noir sur case noire c7 · Pion noir sur case blanche f7 · Pion noir sur case noire g7 · Pion noir sur case blanche h7 · Cavalier noir sur case blanche c6 · Pion blanc sur case noire e5 · Pion blanc sur case blanche c4 · Fou noir sur case blanche g4 · Dame noire sur case noire h4 · Fou blanc sur case noire c3 · Pion blanc sur case blanche a2 · Pion blanc sur case noire b2 · Roi blanc sur case noire d2 · Fou blanc sur case blanche e2 · Pion blanc sur case blanche g2 · Pion blanc sur case noire h2 · Tour blanche sur case noire a1 · Cavalier blanc sur case blanche b1 · Dame blanche sur case blanche d1 · Cavalier noir sur case noire g1 · Tour blanche sur case blanche h1 | Roi noir sur case blanche c8 · Tour noire sur case noire d8 · Cavalier noir sur case blanche g8 · Tour noire sur case noire h8 · Pion noir sur case noire a7 · Pion noir sur case blanche b7 · Pion noir sur case noire c7 · Pion noir sur case blanche f7 · Pion noir sur case noire g7 · Pion noir sur case blanche h7 · Cavalier noir sur case blanche c6 · Pion blanc sur case noire e5 · Pion blanc sur case blanche c4 · Fou noir sur case blanche g4 · Dame noire sur case noire h4 · Fou blanc sur case noire c3 · Pion blanc sur case blanche a2 · Pion blanc sur case noire b2 · Roi blanc sur case noire d2 · Fou blanc sur case blanche e2 · Pion blanc sur case blanche g2 · Pion blanc sur case noire h2 · Tour blanche sur case noire a1 · Cavalier blanc sur case blanche b1 · Dame blanche sur case blanche d1 · Cavalier noir sur case noire g1 · Tour blanche sur case blanche h1 | Roi noir sur case blanche c8 · Tour noire sur case noire d8 · Cavalier noir sur case blanche g8 · Tour noire sur case noire h8 · Pion noir sur case noire a7 · Pion noir sur case blanche b7 · Pion noir sur case noire c7 · Pion noir sur case blanche f7 · Pion noir sur case noire g7 · Pion noir sur case blanche h7 · Cavalier noir sur case blanche c6 · Pion blanc sur case noire e5 · Pion blanc sur case blanche c4 · Fou noir sur case blanche g4 · Dame noire sur case noire h4 · Fou blanc sur case noire c3 · Pion blanc sur case blanche a2 · Pion blanc sur case noire b2 · Roi blanc sur case noire d2 · Fou blanc sur case blanche e2 · Pion blanc sur case blanche g2 · Pion blanc sur case noire h2 · Tour blanche sur case noire a1 · Cavalier blanc sur case blanche b1 · Dame blanche sur case blanche d1 · Cavalier noir sur case noire g1 · Tour blanche sur case blanche h1 | Roi noir sur case blanche c8 · Tour noire sur case noire d8 · Cavalier noir sur case blanche g8 · Tour noire sur case noire h8 · Pion noir sur case noire a7 · Pion noir sur case blanche b7 · Pion noir sur case noire c7 · Pion noir sur case blanche f7 · Pion noir sur case noire g7 · Pion noir sur case blanche h7 · Cavalier noir sur case blanche c6 · Pion blanc sur case noire e5 · Pion blanc sur case blanche c4 · Fou noir sur case blanche g4 · Dame noire sur case noire h4 · Fou blanc sur case noire c3 · Pion blanc sur case blanche a2 · Pion blanc sur case noire b2 · Roi blanc sur case noire d2 · Fou blanc sur case blanche e2 · Pion blanc sur case blanche g2 · Pion blanc sur case noire h2 · Tour blanche sur case noire a1 · Cavalier blanc sur case blanche b1 · Dame blanche sur case blanche d1 · Cavalier noir sur case noire g1 · Tour blanche sur case blanche h1 | Roi noir sur case blanche c8 · Tour noire sur case noire d8 · Cavalier noir sur case blanche g8 · Tour noire sur case noire h8 · Pion noir sur case noire a7 · Pion noir sur case blanche b7 · Pion noir sur case noire c7 · Pion noir sur case blanche f7 · Pion noir sur case noire g7 · Pion noir sur case blanche h7 · Cavalier noir sur case blanche c6 · Pion blanc sur case noire e5 · Pion blanc sur case blanche c4 · Fou noir sur case blanche g4 · Dame noire sur case noire h4 · Fou blanc sur case noire c3 · Pion blanc sur case blanche a2 · Pion blanc sur case noire b2 · Roi blanc sur case noire d2 · Fou blanc sur case blanche e2 · Pion blanc sur case blanche g2 · Pion blanc sur case noire h2 · Tour blanche sur case noire a1 · Cavalier blanc sur case blanche b1 · Dame blanche sur case blanche d1 · Cavalier noir sur case noire g1 · Tour blanche sur case blanche h1 | Roi noir sur case blanche c8 · Tour noire sur case noire d8 · Cavalier noir sur case blanche g8 · Tour noire sur case noire h8 · Pion noir sur case noire a7 · Pion noir sur case blanche b7 · Pion noir sur case noire c7 · Pion noir sur case blanche f7 · Pion noir sur case noire g7 · Pion noir sur case blanche h7 · Cavalier noir sur case blanche c6 · Pion blanc sur case noire e5 · Pion blanc sur case blanche c4 · Fou noir sur case blanche g4 · Dame noire sur case noire h4 · Fou blanc sur case noire c3 · Pion blanc sur case blanche a2 · Pion blanc sur case noire b2 · Roi blanc sur case noire d2 · Fou blanc sur case blanche e2 · Pion blanc sur case blanche g2 · Pion blanc sur case noire h2 · Tour blanche sur case noire a1 · Cavalier blanc sur case blanche b1 · Dame blanche sur case blanche d1 · Cavalier noir sur case noire g1 · Tour blanche sur case blanche h1 | Roi noir sur case blanche c8 · Tour noire sur case noire d8 · Cavalier noir sur case blanche g8 · Tour noire sur case noire h8 · Pion noir sur case noire a7 · Pion noir sur case blanche b7 · Pion noir sur case noire c7 · Pion noir sur case blanche f7 · Pion noir sur case noire g7 · Pion noir sur case blanche h7 · Cavalier noir sur case blanche c6 · Pion blanc sur case noire e5 · Pion blanc sur case blanche c4 · Fou noir sur case blanche g4 · Dame noire sur case noire h4 · Fou blanc sur case noire c3 · Pion blanc sur case blanche a2 · Pion blanc sur case noire b2 · Roi blanc sur case noire d2 · Fou blanc sur case blanche e2 · Pion blanc sur case blanche g2 · Pion blanc sur case noire h2 · Tour blanche sur case noire a1 · Cavalier blanc sur case blanche b1 · Dame blanche sur case blanche d1 · Cavalier noir sur case noire g1 · Tour blanche sur case blanche h1 | 5 |
| 4 | Roi noir sur case blanche c8 · Tour noire sur case noire d8 · Cavalier noir sur case blanche g8 · Tour noire sur case noire h8 · Pion noir sur case noire a7 · Pion noir sur case blanche b7 · Pion noir sur case noire c7 · Pion noir sur case blanche f7 · Pion noir sur case noire g7 · Pion noir sur case blanche h7 · Cavalier noir sur case blanche c6 · Pion blanc sur case noire e5 · Pion blanc sur case blanche c4 · Fou noir sur case blanche g4 · Dame noire sur case noire h4 · Fou blanc sur case noire c3 · Pion blanc sur case blanche a2 · Pion blanc sur case noire b2 · Roi blanc sur case noire d2 · Fou blanc sur case blanche e2 · Pion blanc sur case blanche g2 · Pion blanc sur case noire h2 · Tour blanche sur case noire a1 · Cavalier blanc sur case blanche b1 · Dame blanche sur case blanche d1 · Cavalier noir sur case noire g1 · Tour blanche sur case blanche h1 | Roi noir sur case blanche c8 · Tour noire sur case noire d8 · Cavalier noir sur case blanche g8 · Tour noire sur case noire h8 · Pion noir sur case noire a7 · Pion noir sur case blanche b7 · Pion noir sur case noire c7 · Pion noir sur case blanche f7 · Pion noir sur case noire g7 · Pion noir sur case blanche h7 · Cavalier noir sur case blanche c6 · Pion blanc sur case noire e5 · Pion blanc sur case blanche c4 · Fou noir sur case blanche g4 · Dame noire sur case noire h4 · Fou blanc sur case noire c3 · Pion blanc sur case blanche a2 · Pion blanc sur case noire b2 · Roi blanc sur case noire d2 · Fou blanc sur case blanche e2 · Pion blanc sur case blanche g2 · Pion blanc sur case noire h2 · Tour blanche sur case noire a1 · Cavalier blanc sur case blanche b1 · Dame blanche sur case blanche d1 · Cavalier noir sur case noire g1 · Tour blanche sur case blanche h1 | Roi noir sur case blanche c8 · Tour noire sur case noire d8 · Cavalier noir sur case blanche g8 · Tour noire sur case noire h8 · Pion noir sur case noire a7 · Pion noir sur case blanche b7 · Pion noir sur case noire c7 · Pion noir sur case blanche f7 · Pion noir sur case noire g7 · Pion noir sur case blanche h7 · Cavalier noir sur case blanche c6 · Pion blanc sur case noire e5 · Pion blanc sur case blanche c4 · Fou noir sur case blanche g4 · Dame noire sur case noire h4 · Fou blanc sur case noire c3 · Pion blanc sur case blanche a2 · Pion blanc sur case noire b2 · Roi blanc sur case noire d2 · Fou blanc sur case blanche e2 · Pion blanc sur case blanche g2 · Pion blanc sur case noire h2 · Tour blanche sur case noire a1 · Cavalier blanc sur case blanche b1 · Dame blanche sur case blanche d1 · Cavalier noir sur case noire g1 · Tour blanche sur case blanche h1 | Roi noir sur case blanche c8 · Tour noire sur case noire d8 · Cavalier noir sur case blanche g8 · Tour noire sur case noire h8 · Pion noir sur case noire a7 · Pion noir sur case blanche b7 · Pion noir sur case noire c7 · Pion noir sur case blanche f7 · Pion noir sur case noire g7 · Pion noir sur case blanche h7 · Cavalier noir sur case blanche c6 · Pion blanc sur case noire e5 · Pion blanc sur case blanche c4 · Fou noir sur case blanche g4 · Dame noire sur case noire h4 · Fou blanc sur case noire c3 · Pion blanc sur case blanche a2 · Pion blanc sur case noire b2 · Roi blanc sur case noire d2 · Fou blanc sur case blanche e2 · Pion blanc sur case blanche g2 · Pion blanc sur case noire h2 · Tour blanche sur case noire a1 · Cavalier blanc sur case blanche b1 · Dame blanche sur case blanche d1 · Cavalier noir sur case noire g1 · Tour blanche sur case blanche h1 | Roi noir sur case blanche c8 · Tour noire sur case noire d8 · Cavalier noir sur case blanche g8 · Tour noire sur case noire h8 · Pion noir sur case noire a7 · Pion noir sur case blanche b7 · Pion noir sur case noire c7 · Pion noir sur case blanche f7 · Pion noir sur case noire g7 · Pion noir sur case blanche h7 · Cavalier noir sur case blanche c6 · Pion blanc sur case noire e5 · Pion blanc sur case blanche c4 · Fou noir sur case blanche g4 · Dame noire sur case noire h4 · Fou blanc sur case noire c3 · Pion blanc sur case blanche a2 · Pion blanc sur case noire b2 · Roi blanc sur case noire d2 · Fou blanc sur case blanche e2 · Pion blanc sur case blanche g2 · Pion blanc sur case noire h2 · Tour blanche sur case noire a1 · Cavalier blanc sur case blanche b1 · Dame blanche sur case blanche d1 · Cavalier noir sur case noire g1 · Tour blanche sur case blanche h1 | Roi noir sur case blanche c8 · Tour noire sur case noire d8 · Cavalier noir sur case blanche g8 · Tour noire sur case noire h8 · Pion noir sur case noire a7 · Pion noir sur case blanche b7 · Pion noir sur case noire c7 · Pion noir sur case blanche f7 · Pion noir sur case noire g7 · Pion noir sur case blanche h7 · Cavalier noir sur case blanche c6 · Pion blanc sur case noire e5 · Pion blanc sur case blanche c4 · Fou noir sur case blanche g4 · Dame noire sur case noire h4 · Fou blanc sur case noire c3 · Pion blanc sur case blanche a2 · Pion blanc sur case noire b2 · Roi blanc sur case noire d2 · Fou blanc sur case blanche e2 · Pion blanc sur case blanche g2 · Pion blanc sur case noire h2 · Tour blanche sur case noire a1 · Cavalier blanc sur case blanche b1 · Dame blanche sur case blanche d1 · Cavalier noir sur case noire g1 · Tour blanche sur case blanche h1 | Roi noir sur case blanche c8 · Tour noire sur case noire d8 · Cavalier noir sur case blanche g8 · Tour noire sur case noire h8 · Pion noir sur case noire a7 · Pion noir sur case blanche b7 · Pion noir sur case noire c7 · Pion noir sur case blanche f7 · Pion noir sur case noire g7 · Pion noir sur case blanche h7 · Cavalier noir sur case blanche c6 · Pion blanc sur case noire e5 · Pion blanc sur case blanche c4 · Fou noir sur case blanche g4 · Dame noire sur case noire h4 · Fou blanc sur case noire c3 · Pion blanc sur case blanche a2 · Pion blanc sur case noire b2 · Roi blanc sur case noire d2 · Fou blanc sur case blanche e2 · Pion blanc sur case blanche g2 · Pion blanc sur case noire h2 · Tour blanche sur case noire a1 · Cavalier blanc sur case blanche b1 · Dame blanche sur case blanche d1 · Cavalier noir sur case noire g1 · Tour blanche sur case blanche h1 | Roi noir sur case blanche c8 · Tour noire sur case noire d8 · Cavalier noir sur case blanche g8 · Tour noire sur case noire h8 · Pion noir sur case noire a7 · Pion noir sur case blanche b7 · Pion noir sur case noire c7 · Pion noir sur case blanche f7 · Pion noir sur case noire g7 · Pion noir sur case blanche h7 · Cavalier noir sur case blanche c6 · Pion blanc sur case noire e5 · Pion blanc sur case blanche c4 · Fou noir sur case blanche g4 · Dame noire sur case noire h4 · Fou blanc sur case noire c3 · Pion blanc sur case blanche a2 · Pion blanc sur case noire b2 · Roi blanc sur case noire d2 · Fou blanc sur case blanche e2 · Pion blanc sur case blanche g2 · Pion blanc sur case noire h2 · Tour blanche sur case noire a1 · Cavalier blanc sur case blanche b1 · Dame blanche sur case blanche d1 · Cavalier noir sur case noire g1 · Tour blanche sur case blanche h1 | 4 |
| 3 | Roi noir sur case blanche c8 · Tour noire sur case noire d8 · Cavalier noir sur case blanche g8 · Tour noire sur case noire h8 · Pion noir sur case noire a7 · Pion noir sur case blanche b7 · Pion noir sur case noire c7 · Pion noir sur case blanche f7 · Pion noir sur case noire g7 · Pion noir sur case blanche h7 · Cavalier noir sur case blanche c6 · Pion blanc sur case noire e5 · Pion blanc sur case blanche c4 · Fou noir sur case blanche g4 · Dame noire sur case noire h4 · Fou blanc sur case noire c3 · Pion blanc sur case blanche a2 · Pion blanc sur case noire b2 · Roi blanc sur case noire d2 · Fou blanc sur case blanche e2 · Pion blanc sur case blanche g2 · Pion blanc sur case noire h2 · Tour blanche sur case noire a1 · Cavalier blanc sur case blanche b1 · Dame blanche sur case blanche d1 · Cavalier noir sur case noire g1 · Tour blanche sur case blanche h1 | Roi noir sur case blanche c8 · Tour noire sur case noire d8 · Cavalier noir sur case blanche g8 · Tour noire sur case noire h8 · Pion noir sur case noire a7 · Pion noir sur case blanche b7 · Pion noir sur case noire c7 · Pion noir sur case blanche f7 · Pion noir sur case noire g7 · Pion noir sur case blanche h7 · Cavalier noir sur case blanche c6 · Pion blanc sur case noire e5 · Pion blanc sur case blanche c4 · Fou noir sur case blanche g4 · Dame noire sur case noire h4 · Fou blanc sur case noire c3 · Pion blanc sur case blanche a2 · Pion blanc sur case noire b2 · Roi blanc sur case noire d2 · Fou blanc sur case blanche e2 · Pion blanc sur case blanche g2 · Pion blanc sur case noire h2 · Tour blanche sur case noire a1 · Cavalier blanc sur case blanche b1 · Dame blanche sur case blanche d1 · Cavalier noir sur case noire g1 · Tour blanche sur case blanche h1 | Roi noir sur case blanche c8 · Tour noire sur case noire d8 · Cavalier noir sur case blanche g8 · Tour noire sur case noire h8 · Pion noir sur case noire a7 · Pion noir sur case blanche b7 · Pion noir sur case noire c7 · Pion noir sur case blanche f7 · Pion noir sur case noire g7 · Pion noir sur case blanche h7 · Cavalier noir sur case blanche c6 · Pion blanc sur case noire e5 · Pion blanc sur case blanche c4 · Fou noir sur case blanche g4 · Dame noire sur case noire h4 · Fou blanc sur case noire c3 · Pion blanc sur case blanche a2 · Pion blanc sur case noire b2 · Roi blanc sur case noire d2 · Fou blanc sur case blanche e2 · Pion blanc sur case blanche g2 · Pion blanc sur case noire h2 · Tour blanche sur case noire a1 · Cavalier blanc sur case blanche b1 · Dame blanche sur case blanche d1 · Cavalier noir sur case noire g1 · Tour blanche sur case blanche h1 | Roi noir sur case blanche c8 · Tour noire sur case noire d8 · Cavalier noir sur case blanche g8 · Tour noire sur case noire h8 · Pion noir sur case noire a7 · Pion noir sur case blanche b7 · Pion noir sur case noire c7 · Pion noir sur case blanche f7 · Pion noir sur case noire g7 · Pion noir sur case blanche h7 · Cavalier noir sur case blanche c6 · Pion blanc sur case noire e5 · Pion blanc sur case blanche c4 · Fou noir sur case blanche g4 · Dame noire sur case noire h4 · Fou blanc sur case noire c3 · Pion blanc sur case blanche a2 · Pion blanc sur case noire b2 · Roi blanc sur case noire d2 · Fou blanc sur case blanche e2 · Pion blanc sur case blanche g2 · Pion blanc sur case noire h2 · Tour blanche sur case noire a1 · Cavalier blanc sur case blanche b1 · Dame blanche sur case blanche d1 · Cavalier noir sur case noire g1 · Tour blanche sur case blanche h1 | Roi noir sur case blanche c8 · Tour noire sur case noire d8 · Cavalier noir sur case blanche g8 · Tour noire sur case noire h8 · Pion noir sur case noire a7 · Pion noir sur case blanche b7 · Pion noir sur case noire c7 · Pion noir sur case blanche f7 · Pion noir sur case noire g7 · Pion noir sur case blanche h7 · Cavalier noir sur case blanche c6 · Pion blanc sur case noire e5 · Pion blanc sur case blanche c4 · Fou noir sur case blanche g4 · Dame noire sur case noire h4 · Fou blanc sur case noire c3 · Pion blanc sur case blanche a2 · Pion blanc sur case noire b2 · Roi blanc sur case noire d2 · Fou blanc sur case blanche e2 · Pion blanc sur case blanche g2 · Pion blanc sur case noire h2 · Tour blanche sur case noire a1 · Cavalier blanc sur case blanche b1 · Dame blanche sur case blanche d1 · Cavalier noir sur case noire g1 · Tour blanche sur case blanche h1 | Roi noir sur case blanche c8 · Tour noire sur case noire d8 · Cavalier noir sur case blanche g8 · Tour noire sur case noire h8 · Pion noir sur case noire a7 · Pion noir sur case blanche b7 · Pion noir sur case noire c7 · Pion noir sur case blanche f7 · Pion noir sur case noire g7 · Pion noir sur case blanche h7 · Cavalier noir sur case blanche c6 · Pion blanc sur case noire e5 · Pion blanc sur case blanche c4 · Fou noir sur case blanche g4 · Dame noire sur case noire h4 · Fou blanc sur case noire c3 · Pion blanc sur case blanche a2 · Pion blanc sur case noire b2 · Roi blanc sur case noire d2 · Fou blanc sur case blanche e2 · Pion blanc sur case blanche g2 · Pion blanc sur case noire h2 · Tour blanche sur case noire a1 · Cavalier blanc sur case blanche b1 · Dame blanche sur case blanche d1 · Cavalier noir sur case noire g1 · Tour blanche sur case blanche h1 | Roi noir sur case blanche c8 · Tour noire sur case noire d8 · Cavalier noir sur case blanche g8 · Tour noire sur case noire h8 · Pion noir sur case noire a7 · Pion noir sur case blanche b7 · Pion noir sur case noire c7 · Pion noir sur case blanche f7 · Pion noir sur case noire g7 · Pion noir sur case blanche h7 · Cavalier noir sur case blanche c6 · Pion blanc sur case noire e5 · Pion blanc sur case blanche c4 · Fou noir sur case blanche g4 · Dame noire sur case noire h4 · Fou blanc sur case noire c3 · Pion blanc sur case blanche a2 · Pion blanc sur case noire b2 · Roi blanc sur case noire d2 · Fou blanc sur case blanche e2 · Pion blanc sur case blanche g2 · Pion blanc sur case noire h2 · Tour blanche sur case noire a1 · Cavalier blanc sur case blanche b1 · Dame blanche sur case blanche d1 · Cavalier noir sur case noire g1 · Tour blanche sur case blanche h1 | Roi noir sur case blanche c8 · Tour noire sur case noire d8 · Cavalier noir sur case blanche g8 · Tour noire sur case noire h8 · Pion noir sur case noire a7 · Pion noir sur case blanche b7 · Pion noir sur case noire c7 · Pion noir sur case blanche f7 · Pion noir sur case noire g7 · Pion noir sur case blanche h7 · Cavalier noir sur case blanche c6 · Pion blanc sur case noire e5 · Pion blanc sur case blanche c4 · Fou noir sur case blanche g4 · Dame noire sur case noire h4 · Fou blanc sur case noire c3 · Pion blanc sur case blanche a2 · Pion blanc sur case noire b2 · Roi blanc sur case noire d2 · Fou blanc sur case blanche e2 · Pion blanc sur case blanche g2 · Pion blanc sur case noire h2 · Tour blanche sur case noire a1 · Cavalier blanc sur case blanche b1 · Dame blanche sur case blanche d1 · Cavalier noir sur case noire g1 · Tour blanche sur case blanche h1 | 3 |
| 2 | Roi noir sur case blanche c8 · Tour noire sur case noire d8 · Cavalier noir sur case blanche g8 · Tour noire sur case noire h8 · Pion noir sur case noire a7 · Pion noir sur case blanche b7 · Pion noir sur case noire c7 · Pion noir sur case blanche f7 · Pion noir sur case noire g7 · Pion noir sur case blanche h7 · Cavalier noir sur case blanche c6 · Pion blanc sur case noire e5 · Pion blanc sur case blanche c4 · Fou noir sur case blanche g4 · Dame noire sur case noire h4 · Fou blanc sur case noire c3 · Pion blanc sur case blanche a2 · Pion blanc sur case noire b2 · Roi blanc sur case noire d2 · Fou blanc sur case blanche e2 · Pion blanc sur case blanche g2 · Pion blanc sur case noire h2 · Tour blanche sur case noire a1 · Cavalier blanc sur case blanche b1 · Dame blanche sur case blanche d1 · Cavalier noir sur case noire g1 · Tour blanche sur case blanche h1 | Roi noir sur case blanche c8 · Tour noire sur case noire d8 · Cavalier noir sur case blanche g8 · Tour noire sur case noire h8 · Pion noir sur case noire a7 · Pion noir sur case blanche b7 · Pion noir sur case noire c7 · Pion noir sur case blanche f7 · Pion noir sur case noire g7 · Pion noir sur case blanche h7 · Cavalier noir sur case blanche c6 · Pion blanc sur case noire e5 · Pion blanc sur case blanche c4 · Fou noir sur case blanche g4 · Dame noire sur case noire h4 · Fou blanc sur case noire c3 · Pion blanc sur case blanche a2 · Pion blanc sur case noire b2 · Roi blanc sur case noire d2 · Fou blanc sur case blanche e2 · Pion blanc sur case blanche g2 · Pion blanc sur case noire h2 · Tour blanche sur case noire a1 · Cavalier blanc sur case blanche b1 · Dame blanche sur case blanche d1 · Cavalier noir sur case noire g1 · Tour blanche sur case blanche h1 | Roi noir sur case blanche c8 · Tour noire sur case noire d8 · Cavalier noir sur case blanche g8 · Tour noire sur case noire h8 · Pion noir sur case noire a7 · Pion noir sur case blanche b7 · Pion noir sur case noire c7 · Pion noir sur case blanche f7 · Pion noir sur case noire g7 · Pion noir sur case blanche h7 · Cavalier noir sur case blanche c6 · Pion blanc sur case noire e5 · Pion blanc sur case blanche c4 · Fou noir sur case blanche g4 · Dame noire sur case noire h4 · Fou blanc sur case noire c3 · Pion blanc sur case blanche a2 · Pion blanc sur case noire b2 · Roi blanc sur case noire d2 · Fou blanc sur case blanche e2 · Pion blanc sur case blanche g2 · Pion blanc sur case noire h2 · Tour blanche sur case noire a1 · Cavalier blanc sur case blanche b1 · Dame blanche sur case blanche d1 · Cavalier noir sur case noire g1 · Tour blanche sur case blanche h1 | Roi noir sur case blanche c8 · Tour noire sur case noire d8 · Cavalier noir sur case blanche g8 · Tour noire sur case noire h8 · Pion noir sur case noire a7 · Pion noir sur case blanche b7 · Pion noir sur case noire c7 · Pion noir sur case blanche f7 · Pion noir sur case noire g7 · Pion noir sur case blanche h7 · Cavalier noir sur case blanche c6 · Pion blanc sur case noire e5 · Pion blanc sur case blanche c4 · Fou noir sur case blanche g4 · Dame noire sur case noire h4 · Fou blanc sur case noire c3 · Pion blanc sur case blanche a2 · Pion blanc sur case noire b2 · Roi blanc sur case noire d2 · Fou blanc sur case blanche e2 · Pion blanc sur case blanche g2 · Pion blanc sur case noire h2 · Tour blanche sur case noire a1 · Cavalier blanc sur case blanche b1 · Dame blanche sur case blanche d1 · Cavalier noir sur case noire g1 · Tour blanche sur case blanche h1 | Roi noir sur case blanche c8 · Tour noire sur case noire d8 · Cavalier noir sur case blanche g8 · Tour noire sur case noire h8 · Pion noir sur case noire a7 · Pion noir sur case blanche b7 · Pion noir sur case noire c7 · Pion noir sur case blanche f7 · Pion noir sur case noire g7 · Pion noir sur case blanche h7 · Cavalier noir sur case blanche c6 · Pion blanc sur case noire e5 · Pion blanc sur case blanche c4 · Fou noir sur case blanche g4 · Dame noire sur case noire h4 · Fou blanc sur case noire c3 · Pion blanc sur case blanche a2 · Pion blanc sur case noire b2 · Roi blanc sur case noire d2 · Fou blanc sur case blanche e2 · Pion blanc sur case blanche g2 · Pion blanc sur case noire h2 · Tour blanche sur case noire a1 · Cavalier blanc sur case blanche b1 · Dame blanche sur case blanche d1 · Cavalier noir sur case noire g1 · Tour blanche sur case blanche h1 | Roi noir sur case blanche c8 · Tour noire sur case noire d8 · Cavalier noir sur case blanche g8 · Tour noire sur case noire h8 · Pion noir sur case noire a7 · Pion noir sur case blanche b7 · Pion noir sur case noire c7 · Pion noir sur case blanche f7 · Pion noir sur case noire g7 · Pion noir sur case blanche h7 · Cavalier noir sur case blanche c6 · Pion blanc sur case noire e5 · Pion blanc sur case blanche c4 · Fou noir sur case blanche g4 · Dame noire sur case noire h4 · Fou blanc sur case noire c3 · Pion blanc sur case blanche a2 · Pion blanc sur case noire b2 · Roi blanc sur case noire d2 · Fou blanc sur case blanche e2 · Pion blanc sur case blanche g2 · Pion blanc sur case noire h2 · Tour blanche sur case noire a1 · Cavalier blanc sur case blanche b1 · Dame blanche sur case blanche d1 · Cavalier noir sur case noire g1 · Tour blanche sur case blanche h1 | Roi noir sur case blanche c8 · Tour noire sur case noire d8 · Cavalier noir sur case blanche g8 · Tour noire sur case noire h8 · Pion noir sur case noire a7 · Pion noir sur case blanche b7 · Pion noir sur case noire c7 · Pion noir sur case blanche f7 · Pion noir sur case noire g7 · Pion noir sur case blanche h7 · Cavalier noir sur case blanche c6 · Pion blanc sur case noire e5 · Pion blanc sur case blanche c4 · Fou noir sur case blanche g4 · Dame noire sur case noire h4 · Fou blanc sur case noire c3 · Pion blanc sur case blanche a2 · Pion blanc sur case noire b2 · Roi blanc sur case noire d2 · Fou blanc sur case blanche e2 · Pion blanc sur case blanche g2 · Pion blanc sur case noire h2 · Tour blanche sur case noire a1 · Cavalier blanc sur case blanche b1 · Dame blanche sur case blanche d1 · Cavalier noir sur case noire g1 · Tour blanche sur case blanche h1 | Roi noir sur case blanche c8 · Tour noire sur case noire d8 · Cavalier noir sur case blanche g8 · Tour noire sur case noire h8 · Pion noir sur case noire a7 · Pion noir sur case blanche b7 · Pion noir sur case noire c7 · Pion noir sur case blanche f7 · Pion noir sur case noire g7 · Pion noir sur case blanche h7 · Cavalier noir sur case blanche c6 · Pion blanc sur case noire e5 · Pion blanc sur case blanche c4 · Fou noir sur case blanche g4 · Dame noire sur case noire h4 · Fou blanc sur case noire c3 · Pion blanc sur case blanche a2 · Pion blanc sur case noire b2 · Roi blanc sur case noire d2 · Fou blanc sur case blanche e2 · Pion blanc sur case blanche g2 · Pion blanc sur case noire h2 · Tour blanche sur case noire a1 · Cavalier blanc sur case blanche b1 · Dame blanche sur case blanche d1 · Cavalier noir sur case noire g1 · Tour blanche sur case blanche h1 | 2 |
| 1 | Roi noir sur case blanche c8 · Tour noire sur case noire d8 · Cavalier noir sur case blanche g8 · Tour noire sur case noire h8 · Pion noir sur case noire a7 · Pion noir sur case blanche b7 · Pion noir sur case noire c7 · Pion noir sur case blanche f7 · Pion noir sur case noire g7 · Pion noir sur case blanche h7 · Cavalier noir sur case blanche c6 · Pion blanc sur case noire e5 · Pion blanc sur case blanche c4 · Fou noir sur case blanche g4 · Dame noire sur case noire h4 · Fou blanc sur case noire c3 · Pion blanc sur case blanche a2 · Pion blanc sur case noire b2 · Roi blanc sur case noire d2 · Fou blanc sur case blanche e2 · Pion blanc sur case blanche g2 · Pion blanc sur case noire h2 · Tour blanche sur case noire a1 · Cavalier blanc sur case blanche b1 · Dame blanche sur case blanche d1 · Cavalier noir sur case noire g1 · Tour blanche sur case blanche h1 | Roi noir sur case blanche c8 · Tour noire sur case noire d8 · Cavalier noir sur case blanche g8 · Tour noire sur case noire h8 · Pion noir sur case noire a7 · Pion noir sur case blanche b7 · Pion noir sur case noire c7 · Pion noir sur case blanche f7 · Pion noir sur case noire g7 · Pion noir sur case blanche h7 · Cavalier noir sur case blanche c6 · Pion blanc sur case noire e5 · Pion blanc sur case blanche c4 · Fou noir sur case blanche g4 · Dame noire sur case noire h4 · Fou blanc sur case noire c3 · Pion blanc sur case blanche a2 · Pion blanc sur case noire b2 · Roi blanc sur case noire d2 · Fou blanc sur case blanche e2 · Pion blanc sur case blanche g2 · Pion blanc sur case noire h2 · Tour blanche sur case noire a1 · Cavalier blanc sur case blanche b1 · Dame blanche sur case blanche d1 · Cavalier noir sur case noire g1 · Tour blanche sur case blanche h1 | Roi noir sur case blanche c8 · Tour noire sur case noire d8 · Cavalier noir sur case blanche g8 · Tour noire sur case noire h8 · Pion noir sur case noire a7 · Pion noir sur case blanche b7 · Pion noir sur case noire c7 · Pion noir sur case blanche f7 · Pion noir sur case noire g7 · Pion noir sur case blanche h7 · Cavalier noir sur case blanche c6 · Pion blanc sur case noire e5 · Pion blanc sur case blanche c4 · Fou noir sur case blanche g4 · Dame noire sur case noire h4 · Fou blanc sur case noire c3 · Pion blanc sur case blanche a2 · Pion blanc sur case noire b2 · Roi blanc sur case noire d2 · Fou blanc sur case blanche e2 · Pion blanc sur case blanche g2 · Pion blanc sur case noire h2 · Tour blanche sur case noire a1 · Cavalier blanc sur case blanche b1 · Dame blanche sur case blanche d1 · Cavalier noir sur case noire g1 · Tour blanche sur case blanche h1 | Roi noir sur case blanche c8 · Tour noire sur case noire d8 · Cavalier noir sur case blanche g8 · Tour noire sur case noire h8 · Pion noir sur case noire a7 · Pion noir sur case blanche b7 · Pion noir sur case noire c7 · Pion noir sur case blanche f7 · Pion noir sur case noire g7 · Pion noir sur case blanche h7 · Cavalier noir sur case blanche c6 · Pion blanc sur case noire e5 · Pion blanc sur case blanche c4 · Fou noir sur case blanche g4 · Dame noire sur case noire h4 · Fou blanc sur case noire c3 · Pion blanc sur case blanche a2 · Pion blanc sur case noire b2 · Roi blanc sur case noire d2 · Fou blanc sur case blanche e2 · Pion blanc sur case blanche g2 · Pion blanc sur case noire h2 · Tour blanche sur case noire a1 · Cavalier blanc sur case blanche b1 · Dame blanche sur case blanche d1 · Cavalier noir sur case noire g1 · Tour blanche sur case blanche h1 | Roi noir sur case blanche c8 · Tour noire sur case noire d8 · Cavalier noir sur case blanche g8 · Tour noire sur case noire h8 · Pion noir sur case noire a7 · Pion noir sur case blanche b7 · Pion noir sur case noire c7 · Pion noir sur case blanche f7 · Pion noir sur case noire g7 · Pion noir sur case blanche h7 · Cavalier noir sur case blanche c6 · Pion blanc sur case noire e5 · Pion blanc sur case blanche c4 · Fou noir sur case blanche g4 · Dame noire sur case noire h4 · Fou blanc sur case noire c3 · Pion blanc sur case blanche a2 · Pion blanc sur case noire b2 · Roi blanc sur case noire d2 · Fou blanc sur case blanche e2 · Pion blanc sur case blanche g2 · Pion blanc sur case noire h2 · Tour blanche sur case noire a1 · Cavalier blanc sur case blanche b1 · Dame blanche sur case blanche d1 · Cavalier noir sur case noire g1 · Tour blanche sur case blanche h1 | Roi noir sur case blanche c8 · Tour noire sur case noire d8 · Cavalier noir sur case blanche g8 · Tour noire sur case noire h8 · Pion noir sur case noire a7 · Pion noir sur case blanche b7 · Pion noir sur case noire c7 · Pion noir sur case blanche f7 · Pion noir sur case noire g7 · Pion noir sur case blanche h7 · Cavalier noir sur case blanche c6 · Pion blanc sur case noire e5 · Pion blanc sur case blanche c4 · Fou noir sur case blanche g4 · Dame noire sur case noire h4 · Fou blanc sur case noire c3 · Pion blanc sur case blanche a2 · Pion blanc sur case noire b2 · Roi blanc sur case noire d2 · Fou blanc sur case blanche e2 · Pion blanc sur case blanche g2 · Pion blanc sur case noire h2 · Tour blanche sur case noire a1 · Cavalier blanc sur case blanche b1 · Dame blanche sur case blanche d1 · Cavalier noir sur case noire g1 · Tour blanche sur case blanche h1 | Roi noir sur case blanche c8 · Tour noire sur case noire d8 · Cavalier noir sur case blanche g8 · Tour noire sur case noire h8 · Pion noir sur case noire a7 · Pion noir sur case blanche b7 · Pion noir sur case noire c7 · Pion noir sur case blanche f7 · Pion noir sur case noire g7 · Pion noir sur case blanche h7 · Cavalier noir sur case blanche c6 · Pion blanc sur case noire e5 · Pion blanc sur case blanche c4 · Fou noir sur case blanche g4 · Dame noire sur case noire h4 · Fou blanc sur case noire c3 · Pion blanc sur case blanche a2 · Pion blanc sur case noire b2 · Roi blanc sur case noire d2 · Fou blanc sur case blanche e2 · Pion blanc sur case blanche g2 · Pion blanc sur case noire h2 · Tour blanche sur case noire a1 · Cavalier blanc sur case blanche b1 · Dame blanche sur case blanche d1 · Cavalier noir sur case noire g1 · Tour blanche sur case blanche h1 | Roi noir sur case blanche c8 · Tour noire sur case noire d8 · Cavalier noir sur case blanche g8 · Tour noire sur case noire h8 · Pion noir sur case noire a7 · Pion noir sur case blanche b7 · Pion noir sur case noire c7 · Pion noir sur case blanche f7 · Pion noir sur case noire g7 · Pion noir sur case blanche h7 · Cavalier noir sur case blanche c6 · Pion blanc sur case noire e5 · Pion blanc sur case blanche c4 · Fou noir sur case blanche g4 · Dame noire sur case noire h4 · Fou blanc sur case noire c3 · Pion blanc sur case blanche a2 · Pion blanc sur case noire b2 · Roi blanc sur case noire d2 · Fou blanc sur case blanche e2 · Pion blanc sur case blanche g2 · Pion blanc sur case noire h2 · Tour blanche sur case noire a1 · Cavalier blanc sur case blanche b1 · Dame blanche sur case blanche d1 · Cavalier noir sur case noire g1 · Tour blanche sur case blanche h1 | 1 |
|   | a | b | c | d | e | f | g | h |   |

Après cette enfilade de la dame, les Noirs ont un avantage positionnel et matériel écrasants et gagnent facilement la partie.

## Histoire
Ce piège a été nommé après l'ancien champion du monde Emanuel Lasker qui l'aurait analysé dans les commentaires d'une de ses parties contre Adolf Albin disputée en 1893 selon Xavier Tartakover.